# Kurpfalz
Die Pfalzgrafschaft bei Rhein oder Kurpfalz (früher auch Churpfalz geschrieben; auch Pfalz, kurfürstliche Pfalz, Kurfürstentum Pfalz, kurfürstliche Pfalzgrafschaft bei Rhein oder kurfürstlich rheinische Pfalzgrafschaft) war ein Kurfürstentum des Heiligen Römischen Reichs, das aus der Pfalzgrafschaft Lothringen hervorging und sich seit 1214 im Besitz der Wittelsbacher befand. Kurfürst Karl Theodor (Kurfürst von 1742 bis 1799) trat nach dem Aussterben der bayerischen Wittelsbacher im Jahr 1777 das Erbe als Herzog und Kurfürst von Bayern an. Damit entstand ein wittelsbachischer Gesamtstaat Kurpfalz-Bayern.

## Geographie
Die Kurpfalz lag an Ober- und Mittelrhein, zwischen Mosel und Kraichgau, mit dem Kerngebiet am unteren Neckar und den Hauptstädten Heidelberg und ab 1720 Mannheim. Das kurpfälzische Staatsgebiet war nicht zusammenhängend, sondern ein für die damalige Zeit typischer „Flickenteppich“ mit Exklaven, Enklaven und Kondominien. Bei der Vereinigung mit Bayern zu Kurpfalz-Bayern 1777 umfasste das Gebiet 8200 Quadratkilometer.
Ehemals kurpfälzische Gebiete liegen heute in den deutschen Ländern Baden-Württemberg, Rheinland-Pfalz, Hessen, Bayern (Obere Pfalz = Oberpfalz, Pfalz-Neuburg), Saarland sowie in den heute zu Frankreich gehörenden Départements Bas-Rhin und Moselle.

## Bedeutung
Die Kurpfalz zählte zu den bedeutendsten weltlichen Territorien des Alten Reichs. Im konfessionellen Zeitalter stieg sie zu einer der aktivsten und führenden protestantischen Mächte im Reich auf. Kurfürst Friedrich V. erlangte als der „Winterkönig“ sogar kurzzeitig die böhmische Königskrone. Sein gescheitertes „böhmisches Abenteuer“ löste den Dreißigjährigen Krieg aus, was auch den Wendepunkt der Geschichte der Kurpfalz markierte. Sie geriet für Jahrzehnte unter fremde Herrschaft und wurde als häufiger Kriegsschauplatz immer wieder geplündert und entvölkert. Die angestammte Herrschaft der Pfälzer Wittelsbacher wurde zwar im Westfälischen Frieden 1648 wiederhergestellt, das Territorium konnte aber an seine frühere Bedeutung nie mehr anknüpfen.

## Geschichtlicher Überblick und die BegriffePfalzundKurpfalz
Siehe auch: Liste der Herrscher der Kurpfalz (mit Darstellung der Frühzeit der Pfalzgrafschaft bei Rhein)
Dieser Abschnitt gibt einen Überblick über die Geschichte der (Kur-)Pfalz bis 1777 und einen Ausblick auf das weitere politische Schicksal der pfälzischen Gebiete ab 1777. Zudem werden davon nicht abtrennbare Hinweise auf die Bezeichnungen Pfalz und Kurpfalz gegeben, die jeweils vor und nach 1777, 1803 und 1816 eine ganz unterschiedliche Bedeutung haben.
Von einer Verbindung des Pfalzgrafenamts mit der Kurwürde kann frühestens ab 1198 ausgegangen werden.
1214 fiel die Pfalz von den Welfen an die Wittelsbacher (die bereits 1180 das  Herzogtum Baiern – ebenfalls zuvor welfisch – erhalten hatten). Die Wittelsbacher hatten damals kurzzeitig weitere größere Territorien inne, beispielsweise Holland, Zeeland, den Hennegau und Brandenburg. 1255 wurden die wittelsbachischen Gebiete geteilt; seit 1329 entwickelten sich aus dieser Teilung die Linien der pfälzischen und seit 1340 die der bairischen Wittelsbacher. Residenzstadt der Pfalz war Heidelberg (1386 Gründung der Universität Heidelberg), ab 1720 Mannheim. Seit Bestehen des Kurkollegiums (etwa Mitte des 13. Jahrhunderts) war die Pfalzgrafschaft (mit einer Unterbrechung von 1623 bis 1648) auch Kurfürstentum – der jeweilige Pfalzgraf hatte also das Recht zur Teilnahme an der Wahl des römisch-deutschen Königs. Das Eintreten der rheinischen Pfalzgrafen für den Luxemburger Karl IV. führte zur Festschreibung der pfälzischen Kurwürde und der Unteilbarkeit des Kernlandes, das von da an Kurpfalz bezeichnet wurde. Die Zugehörigkeit zum Wahlgremium wurde 1356 durch die von Kaiser Karl IV. erlassene Goldene Bulle festgelegt.
Gemäß dem Hausvertrag von Pavia 1329 sollte die Kurwürde zwischen Bayern und der Kurpfalz zwar alternieren; faktisch wurde sie jedoch mit der Goldenen Bulle 1356 der Kurpfalz zugesprochen.
Seit der großen Teilung der Pfalz im Jahr 1410 bestand ein unübersichtlicher Herrschaftsverbund mit mehreren pfälzischen Nebenlinien und -territorien (beispielsweise Pfalz-Simmern, Pfalz-Zweibrücken, Pfalz-Veldenz, Pfalz-Neuburg, Pfalz-Sulzbach und Pfalz-Zweibrücken-Birkenfeld). Diese spielten für die politische Geschichte jedoch eine wichtige Rolle, da sie beim Aussterben pfälzischer oder wittelsbachischer Hauptlinien das Erbe antreten konnten. Zur Unterscheidung von diesen sonstigen pfälzischen Staaten erhielt das Kernterritorium, an das die Kurwürde gebunden war, den Zusatz Kur- und wurde daher zunehmend auch als Kurpfalz bezeichnet. Die Kurpfalz war Teil des Kurrheinischen Kreises. Die anderen pfälzischen Staaten hingegen waren Teil des Oberrheinischen Kreises, mit Ausnahme Pfalz-Neuburgs, das Mitglied des Bairischen Kreises war.
1685 erbte die Linie Pfalz-Neuburg die Kurpfalz. Diese Linie herrschte bereits seit 1614 über die Herzogtümer Jülich und Berg am Niederrhein mit der Hauptstadt Düsseldorf, die nun in Personalunion durch den Pfälzer Kurfürsten regiert wurden. 1777 starben die bairischen Wittelsbacher aus, und die Pfalz wurde mit Baiern zum neuen Staat Pfalz-Baiern vereinigt. Im Hinblick auf die Teilungen 1255, 1329 und 1340 kann man auch von einer Wiedervereinigung sprechen. Mit der Vereinigung von 1777 endet die Geschichte der eigenständigen Pfalz, die im vorliegenden Artikel behandelt wird.
1778 wurde die Residenz Pfalz-Baierns von Mannheim nach München verlegt, womit die bisherige Kurpfalz zu einem Nebenland wurde. Der 1785 geplante Tausch (Baiern an Österreich, die Österreichischen Niederlande an die Pfalz) kam nicht zustande – er hätte die alte Pfalz möglicherweise wieder zum Zentrum eines neuen pfälzischen Staates gemacht. Nach dem erneuten Aussterben einer Hauptlinie wurden 1799 erstmals seit 1410 wieder alle ehemals pfälzischen Territorien vereinigt.
Unmittelbar darauf erschütterten die Auswirkungen der Französischen Revolution die mitteleuropäische Staatenwelt, und zwischen 1798 und 1816 änderte sich auch für das Territorium der ehemaligen Pfalz mehrfach die Zugehörigkeit: Ihre linksrheinischen Teile fielen 1798 an Frankreich, die rechtsrheinischen kamen 1803 auf Geheiß Napoleons überwiegend an Baden – die 1777 und 1799 erreichte Einheit der wittelsbachischen Länder war erneut dahin. Seitdem ist die ehemalige Pfalz in einen links- und rechtsrheinischen Teil getrennt.
Das verbliebene Herzogtum Pfalz-Baiern erhielt 1803 und 1806 unter anderem Tirol sowie große Teile des Fränkischen Kreises zugesprochen und wurde 1806 zum Königreich Baiern (ab 1826 Schreibweise „Bayern“). 1816, nach der Niederlage Napoleons, wurden die linksrheinischen Teile der ehemaligen Pfalz an Baiern zurückgegeben und bildeten zusammen mit zahlreichen anderen, bisher nie pfälzischen Gebieten die „neue Pfalz“: den baierischen Rheinkreis, später Pfalz oder Rheinpfalz genannt, mit der – historisch nie pfälzischen – Hauptstadt Speier (ab 1836 „Speyer“).
Die rechtsrheinischen Teile der ehemaligen Pfalz mit dem Kerngebiet um Mannheim und Heidelberg wurden Bayern trotz aller diplomatischen Versuche nicht zurückerstattet und blieben bei Baden. In Baden gab es zwar nie eine eigene Provinz „Pfalz“ oder „Kurpfalz“, aber die Bezeichnung „Kurpfalz“ lebt als nordbadischer Landschaftsname bis heute weiter. Sie bot und bietet damit eine Unterscheidung zur linksrheinischen (neuen) „Pfalz“; in der heutigen baden-württembergischen Region „Kurpfalz“ werden aber auch Gebiete als „kurpfälzisch“ bezeichnet, die nie (kur-)pfälzisch waren.
Die heutige Verwendung der Begriffe „Pfalz“ und „Kurpfalz“ besitzt also in beiden Fällen keine direkte Kontinuität zu den historischen Gegebenheiten der alten (Kur-)Pfalz, die nie in links- und rechtsrheinisch unterschieden war.

## Geschichte

### Lothringische Pfalzgrafen

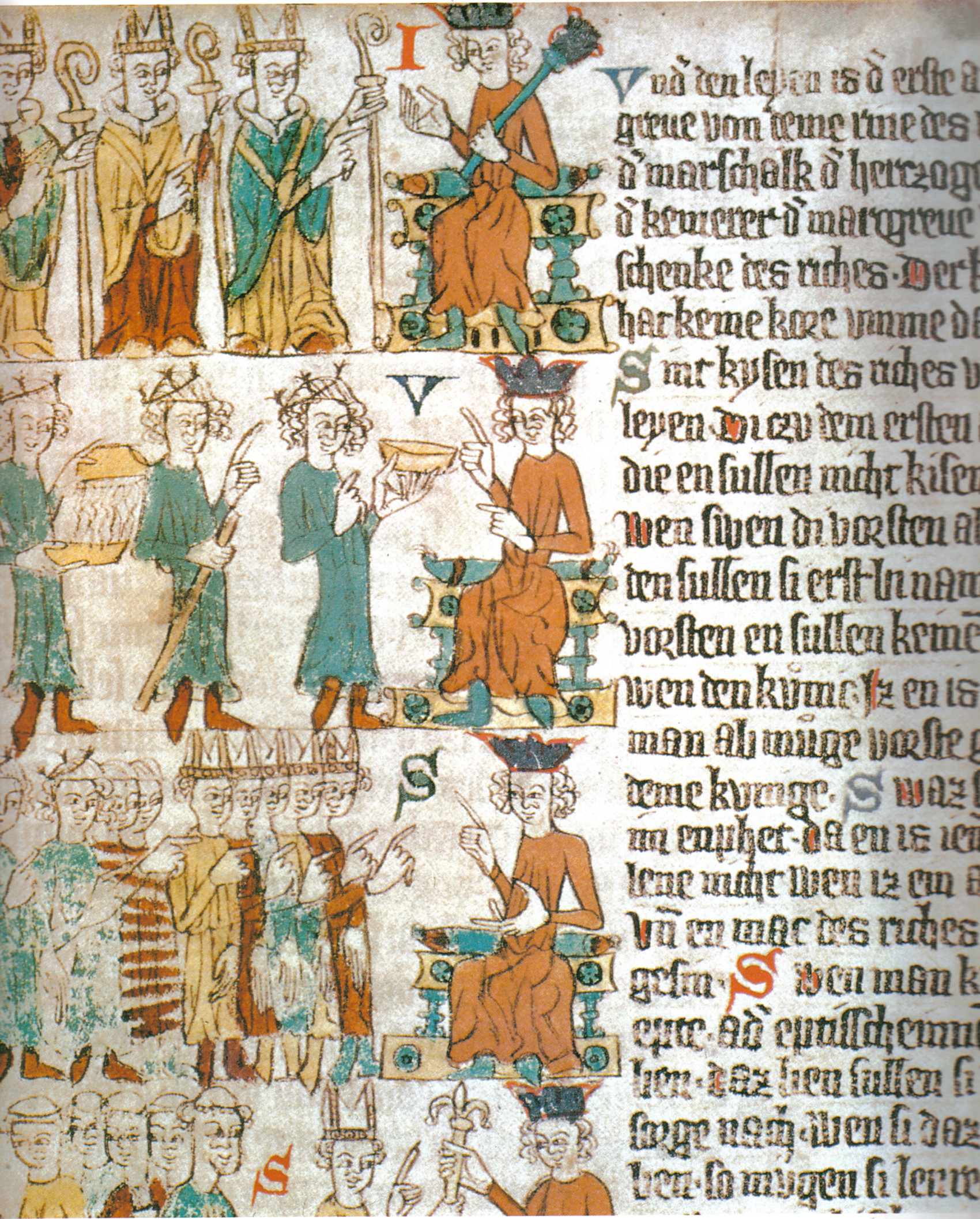
Die Wahl des deutschen Königs, dargestellt in einer Handschrift des Sachsenspiegels um 1300. In der Mitte die drei weltlichen Kurfürsten. Der Pfalzgraf bei Rhein überreicht als Truchsess eine goldene Schüssel, dahinter der Herzog von Sachsen mit dem Marschallstab und der Markgraf von Brandenburg, der als Kämmerer eine Schüssel mit warmem Wasser bringt.

Am Beginn der Geschichte der Kurpfalz stand nicht ein Territorium, sondern ein Amt, nämlich das aus der Merowingerzeit stammende Amt des Pfalzgrafen, das im 6. Jahrhundert erstmals erwähnt wurde. Damit war es das älteste durchgängig nachweisbare Pfalzgrafenamt. Der Schwerpunkt lag bis ins 10. Jahrhundert um die Königspfalz zu Aachen am Hof der fränkischen Könige. Im Sachsenspiegel ist rückblickend davon die Rede, dass Franken, Bayern, Schwaben, Sachsen und Lothringen jeweils einen Pfalzgrafen hatten. Während bayerische, schwäbische und sächsische Pfalzgrafen im Verlauf des Mittelalters an Bedeutung verloren, lässt sich ein fränkischer Pfalzgraf zu keiner Zeit nachweisen. Stattdessen gab es schon seit der Merowingerzeit einen Pfalzgrafen bzw. mit dem Herzogtum Ripuarien ein Stammesherzogtum im lothringischen Bereich. Als ein erster lothringischer Pfalzgraf ist der Ardennergraf Wigerich greifbar. Die erste genauer fassbare Familie, die die lothringische Pfalzgrafschaft kontinuierlich innehatte, waren von 985 bis 1085 die Ezzonen. Hauptburgen waren Siegburg und Tomburg. Unter Hermann I. (ab etwa 985 Pfalzgraf; † 996) wurde die Pfalzgrafenwürde bei Rhein erblich. Der Amtsschwerpunkt lag zu dieser Zeit in der Eifel. In der Folgezeit führten Auseinandersetzungen mit den Erzbischöfen von Köln zu einer Verdrängung vom Rande der Kölner Bucht in Richtung Südosten. 1060 wurde Pfalzgraf Heinrich I. von Lothringen durch Erzbischof Anno II. von Köln aus Siegburg vertrieben.

### Pfalzgrafen bei Rhein
Als Erben traten bis 1156 Personen aus verschiedenen Adelsfamilien auf. Heinrich II. von Laach († 1095) war 1085 der erste, der sich Pfalzgraf bei Rhein nannte. Er stiftete 1093 das Kloster Laach. Die nahe gelegene, um 1070 errichtete Burg Laach wurde 1112 von seinem Stief- und Adoptivsohn Siegfried von Ballenstedt auf Betreiben der Abtei abgebrochen. Nach Siegfrieds Tod 1113 ging die Pfalzgrafschaft den Askaniern zunächst an Gottfried von Calw verloren, bis sie im Jahr 1126 sein Sohn Wilhelm (1112–1140) wiedererlangen konnte. Nach dessen Tod wurde sein Stiefvater Otto I. von Salm, der sich auf der Burg Rheineck festgesetzt hatte, vom Stauferkönig Konrad III. gestürzt und Heinrich II. von Österreich an dessen Stelle eingesetzt. Nachdem dieser die Markgrafschaft Österreich übernommen hatte, wurde Hermann von Stahleck († 1156), der Erbe der Burg Stahleck und Schwager Konrads III., von diesem 1142/1143 mit der Pfalzgrafschaft bei Rhein belehnt. Zuvor hatte Hermann seinen Rivalen, Otto II. von Salm, gefangen nehmen und 1149 auf der Schönburg erdrosseln lassen. Dieser Kampf hatte territoriale Folgen im Gebiet Eifel und Untermosel.
Die Übertragung der Pfalzgrafenwürde 1156 an Konrad den Staufer, einen Halbbruder von Friedrich Barbarossa, stärkte nochmals die pfalzgräfliche Position. Konrad verlegte um das Jahr 1182 seinen Hauptsitz von der Burg Stahleck bei Bacharach am Mittelrhein auf die Burg Heidelberg und gilt mithin als Gründer der künftigen Residenzstadt Heidelberg, die urkundlich erstmals 1196 erwähnt wurde. Zur Festigung der staufischen Stellung kam das salische Erbe am Donnersberg, im Nahegau, an der Haardt, der Bergstraße und im Kraichgau zum Gebiet der Pfalzgrafschaft. Pfalzgraf Konrad brachte aus mütterlichem Erbe die Hochstiftsvogtei Worms und aus dem Erbe seines Schwiegervaters die Vogtei über das Kloster Lorsch ein. Die Siedlung Heidelberg erhielt nach Bacharach eine zentrale Funktion. Ende des 12. Jahrhunderts heiratete Konrads Tochter Agnes heimlich Heinrich den Älteren von Braunschweig aus der verfeindeten Familie der Welfen. Damit gelangte die Pfalzgrafschaft 1195 im Erbgang an die Welfen. Während ihrer Herrschaft gab es neben Gebietsverlusten auch einen erheblichen Machtverlust durch die Rückgabe der Obervogtei über die Trierer Kirche. Nachdem Heinrichs gleichnamiger Sohn 1211 die Nachfolge angetreten hatte und 1214 ohne direkte Nachkommen gestorben war, konnte Kaiser Friedrich II. die Pfalzgrafschaft neu vergeben.

### Aufstieg der Wittelsbacher bis zur Landesteilung 1410

Territorialbestand der Pfalzgrafschaft im Jahr 1329 nach dem wittelsbachischen Hausvertrag von Pavia (ohne die Oberpfalz)

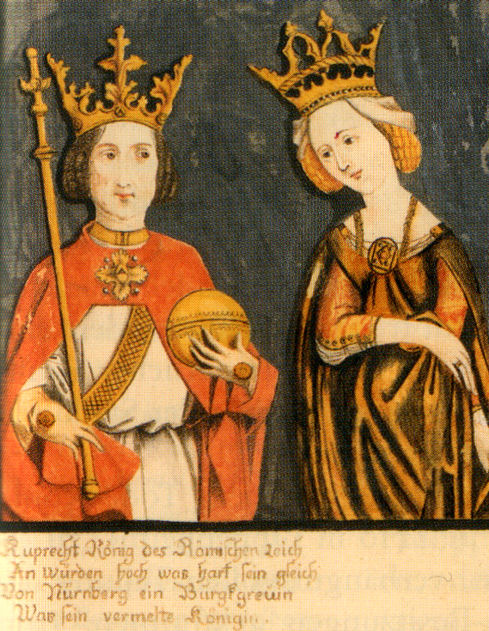
Ruprecht III. von der Pfalz, Römisch-deutscher König von 1400 bis 1410 sowie Pfalzgraf und Kurfürst von 1398 bis 1410

Karte der Kurpfalz (ohne Oberpfalz) vor der Erbteilung 1410.
Gebiet der Kurpfalz
Reichspfandschaften
Kondominia (gemeinsame Herrschaften mit anderen Landesherren) sind schraffiert

1214 wurde Ludwig der Kelheimer als Erster aus dem Geschlecht der Wittelsbacher mit der Pfalzgrafschaft bei Rhein belehnt. Die verschiedenen Zweige der Familie blieben bis 1918 im Besitz der pfälzischen Territorien.
Ludwigs Sohn, Pfalzgraf Otto, stand auf Seiten des Staufers Friedrich II. Nach Ottos Tod übten zuerst seine Söhne Ludwig II. (reg. 1253-1294) und Heinrich XIII. (reg. 1253-1290) gemeinsam die Herrschaft über die Pfalz und Bayern aus bis 1255. Danach kam es zur Teilung des Herrschaftsgebiets, wobei Ludwig die rheinische Pfalz sowie Gebiete im Nordwesten und Südwesten des bayerischen Herzogtums erhielt.
1329 kam durch die Trennung der Wittelsbacher in die ältere Linie Pfalz und die neuere Linie Bayern (Hausvertrag von Pavia) der Nordgau, der fortan als die Obere Pfalz (Oberpfalz) bezeichnet wurde, als Gebiet hinzu. Mindestens seit 1198 hatten die Pfalzgrafen bei Rhein die Kurwürde inne, d. h. sie durften den Kaiser mitwählen; mit der schriftlichen Fixierung der sieben Kurfürsten 1356 in der Goldenen Bulle erhielten sie dauerhaft eine herausragende Stellung im Reich. Dabei wurde ihnen zudem das Amt des Reichsvikars für die Gebiete fränkischen und schwäbischen Rechts und das des Erztruchsessen des Reichs übertragen. In dieser Zeit wurde die Bezeichnung Kurpfalz allmählich zum Namen für die Territorien des Kurfürsten von der Pfalz bzw. für Länder mit ihm verwandter Nebenlinien. Ursprünglich war im wittelsbachischen Hausvertrag von Pavia die Rede davon, dass die Kurwürde zwischen der Pfalz und Bayern wechseln sollte. Die Goldene Bulle teilte die Kurwürde jedoch ausschließlich dem Pfalzgrafen zu, und Bayern ging leer aus, was zu einem latenten Dauerkonflikt zwischen den beiden wittelsbachischen Linien führte, der sich erst 1777 mit der Vereinigung aller wittelsbachischen Lande löste. Die Zuteilung der Kurwürde hatte auch zur Folge, dass im Kurpräzipuum diejenigen Landesteile, die nicht weiter aufgeteilt oder veräußert werden durften, festgelegt wurden. Dazu gehörten Bacharach, Kaub, Alzey, Neustadt, Weinheim, Lindenfels, Heidelberg und der Dilsberg, sowie in der Oberpfalz Amberg, Nabburg und Kemnath.
1386 erwarb Kurfürst Ruprecht I. Zweibrücken, Mosbach und Simmern. Seine Gründung der Universität Heidelberg im selben Jahr als dritte Universität auf dem Gebiet des Heiligen Römischen Reiches (nach Prag 1348 und Wien 1365) unterstrich auch den kulturellen Anspruch der Kurpfalz; sie zählte zu den bedeutendsten weltlichen Territorien des Alten Reichs, was sich unter anderem daran zeigte, dass Kurfürst Ruprecht III. im Jahr 1400 römisch-deutscher König wurde.

### Territoriale Entwicklung bis zum Landshuter Erbfolgekrieg 1505

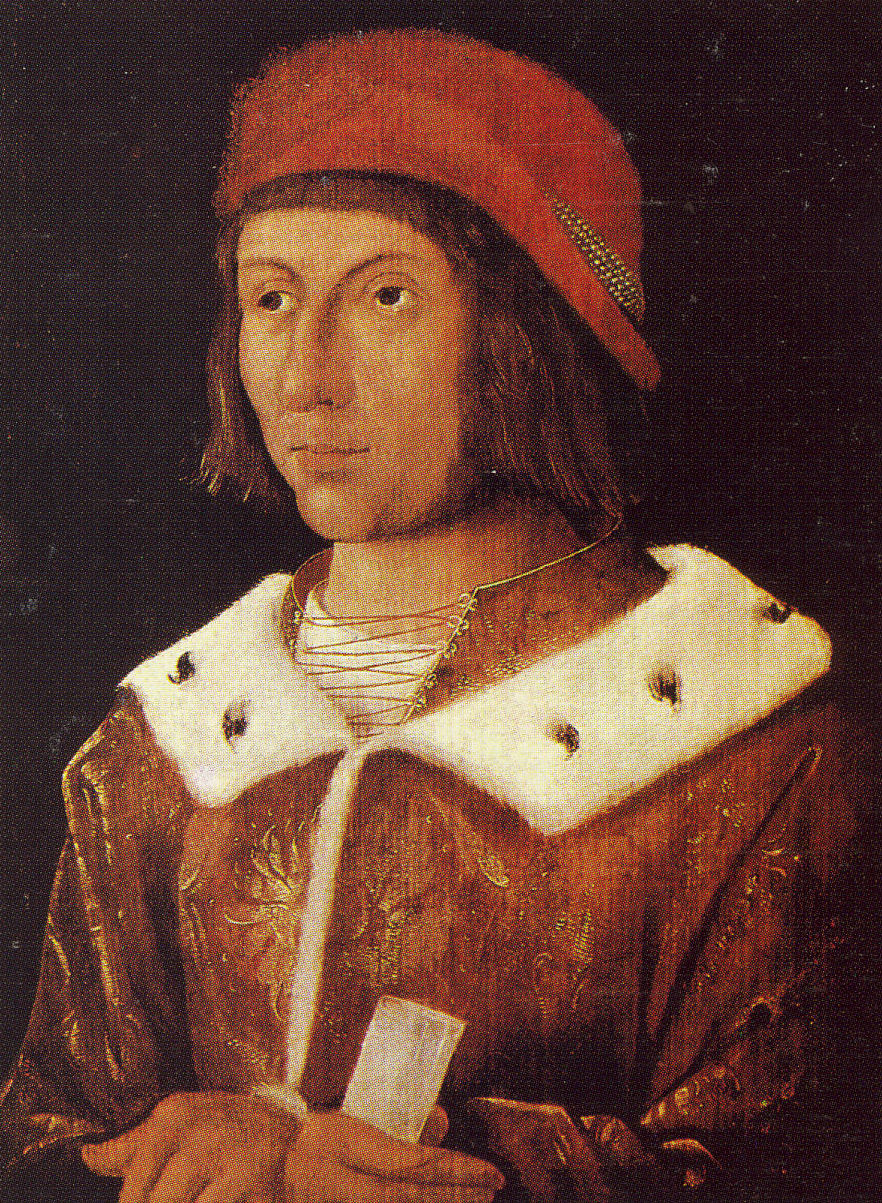
Kurfürst Friedrich I. von der Pfalz, „der Siegreiche“, betrieb 1451–1476 eine erfolgreiche Eroberungspolitik, Gemälde von Albrecht Altdorfer

Nach dem Tod Ruprechts 1410 wurde die Pfalz in die Linien geteilt, die während des späten Mittelalters und der frühen Neuzeit Bestand hatten: Kurpfalz, Pfalz-Neumarkt (bis 1448), Pfalz-Simmern (im Mannesstamm erloschen 1685) und Pfalz-Mosbach (bis 1499).

Territoriale Ausdehnung der Kurpfalz (ohne Oberpfalz) nach 1505
Gebiet der Kurpfalz nach dem Kölner Schiedsspruch von 1505
Verluste im Landshuter Erbfolgekrieg 1504/05

Im 15. Jahrhundert gelang es den Pfälzer Kurfürsten, ihr Herrschaftsgebiet am Mittel- und Oberrhein deutlich auszuweiten und zu konsolidieren. Zunächst geschah dies überwiegend auf friedliche Weise durch Erwerb von Reichspfandschaften. Später kam es insbesondere unter Kurfürst Friedrich I. „dem Siegreichen“ zu einer Politik der militärischen Eroberungen, die sich vor allem gegen die unmittelbaren Nachbargebiete Kurmainz, die Grafschaft Württemberg, die Markgrafschaft Baden, besonders aber auch gegen seinen herzoglichen Verwandten Ludwig I. von Pfalz-Zweibrücken richtete. In der Lützelsteiner Fehde fügte er 1450 die gleichnamige Grafschaft seinem Territorium hinzu; in der Mainzer Stiftsfehde siegte er gegen die Koalition seiner Gegner – in der Schlacht von Pfeddersheim 1460 und erneut in der Schlacht bei Seckenheim 1462. Obwohl sich Kurfürst Friedrich I. durch seine Politik die Feindschaft Kaiser Friedrichs III. und 1474 sogar die Reichsacht zuzog, war er als Territorialherr sehr erfolgreich, und das kurpfälzische Territorium erreichte unter ihm seine größte Ausdehnung. Nach seinem Tode scheiterte sein Neffe Philipp „der Aufrichtige“ (Kurfürst von 1476 bis 1505) mit dem Versuch, diese Expansion fortzusetzen. Im Landshuter Erbfolgekrieg 1504/1505 kam es zu einer großen Koalition der Gegner des Kurfürsten, wobei die Pfalz und die Oberpfalz durch Kriegszüge erheblich verwüstet wurden. Infolge des Krieges gingen die elsässischen Besitzungen größtenteils an die Habsburger und weitere Gebiete an Hessen und Württemberg verloren. Der Versuch, den Anspruch auf das Erbe der 1503 im Mannesstamm erloschenen Herzöge von Bayern-Landshut durchzusetzen, führte zu empfindlichen Verlusten. Als Resultat verlor die Kurpfalz im Kölner Schiedsspruch 1504/05 vor allem Gebiete in der Oberpfalz, am südlichen Oberrhein und im Neckarbecken.

### Die Kurpfalz in den Anfängen der Reformationszeit
Nach der schweren Niederlage im Landshuter Erbfolgekrieg konzentrierten sich die Nachfolger Philipps des Aufrichtigen zunächst auf den Wiederaufbau des erheblich verwüsteten Landes. Die Kurpfalz zählte im Heiligen Römischen Reich zu den wohlhabenderen Gebieten, vor allem aufgrund ihrer fruchtbaren Böden, die den Weinanbau erlaubten. Es etablierte sich auch frühzeitig eine verhältnismäßig effiziente Verwaltung, mit dem Rat bzw. später dem Oberrat in Heidelberg als zentralem Regierungsorgan. Eine Erschütterung erlebte das Land durch den Pfälzischen Ritteraufstand unter Franz von Sickingen 1522/23 und den großen Bauernkrieg 1524/25. Obwohl Kurfürst Ludwig V. die aufständischen Bauern in der Schlacht bei Pfeddersheim 1525 vernichtend geschlagen hatte, ließ er maßgeblich auf Anraten Philipp Melanchthons Milde gegenüber den Bauern walten, um so schnell wie möglich wieder zu geordneten Verhältnissen zu kommen. Auch sonst bemühte sich Ludwig V. um eine ausgleichende Politik im Reich, insbesondere hinsichtlich der konfessionellen Gegensätze zwischen den Anhängern Martin Luthers und dessen Gegnern. Äußerlich blieb er dem alten katholischen Glauben verpflichtet, was möglicherweise auch taktische Gründe hatte, da mehrere seiner Brüder wichtige Positionen (zum Teil als Fürstbischöfe) in der Reichskirche innehatten. Er unternahm keine wesentlichen Schritte gegen die Ausbreitung der Reformation in seinen Ländern. Auch sein Nachfolger Friedrich II. (Kurfürst 1544–1556) blieb formell katholisch, zeigte aber seine Neigung zur evangelischen Konfession öffentlich ab 1545 durch die Einnahme des Abendmahls nach evangelischem Ritus. Er förderte an der Universität Heidelberg reformationswillige Professoren und begünstigte evangelische Glaubensflüchtlinge.

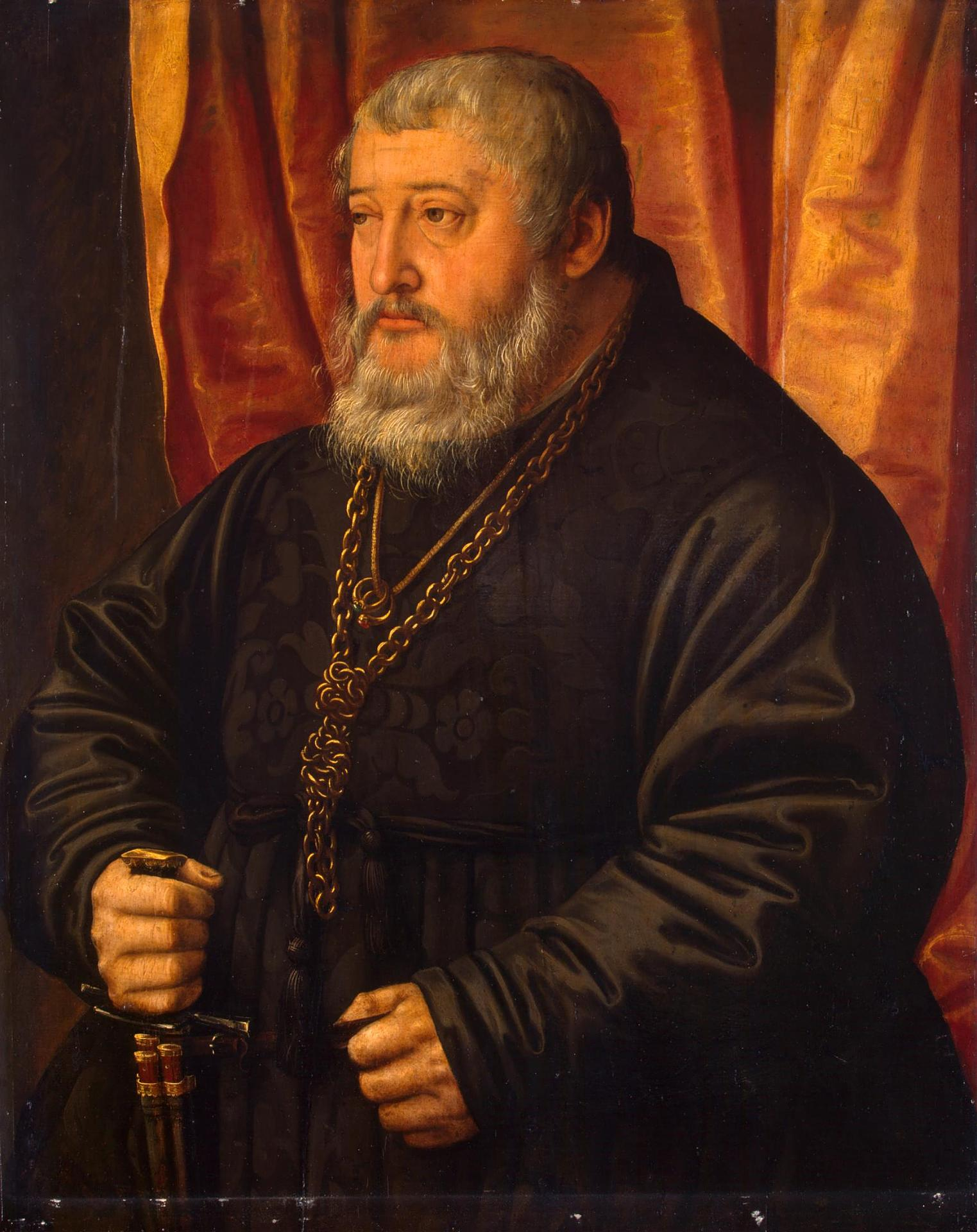
Pfalzgraf Ottheinrich (Gemälde von Georg Pencz, zwischen 1530 und 1545)

Erst unter Ottheinrich (Kurfürst von 1556 bis 1559) kam der Übergang zur lutherischen Lehre. Die Kurpfalz vollzog damit als letztes der großen weltlichen Territorien des Reichs diesen Schritt. Die Heidelberger Universität wurde von Ottheinrich im reformatorischen Sinne umgestaltet und reich mit den Buchbeständen aus den aufgelösten Klöstern ausgestattet. Ottheinrich selbst war ein tiefgläubiger, wenn auch theologisch nicht besonders gebildeter Lutheraner und verfolgte auch im Reich eine aktive Politik im protestantischen Interesse. Insbesondere war er um die Revision des Geistlichen Vorbehalts des Augsburger Religionsfriedens von 1555 bemüht.

### Übergang zum Calvinismus

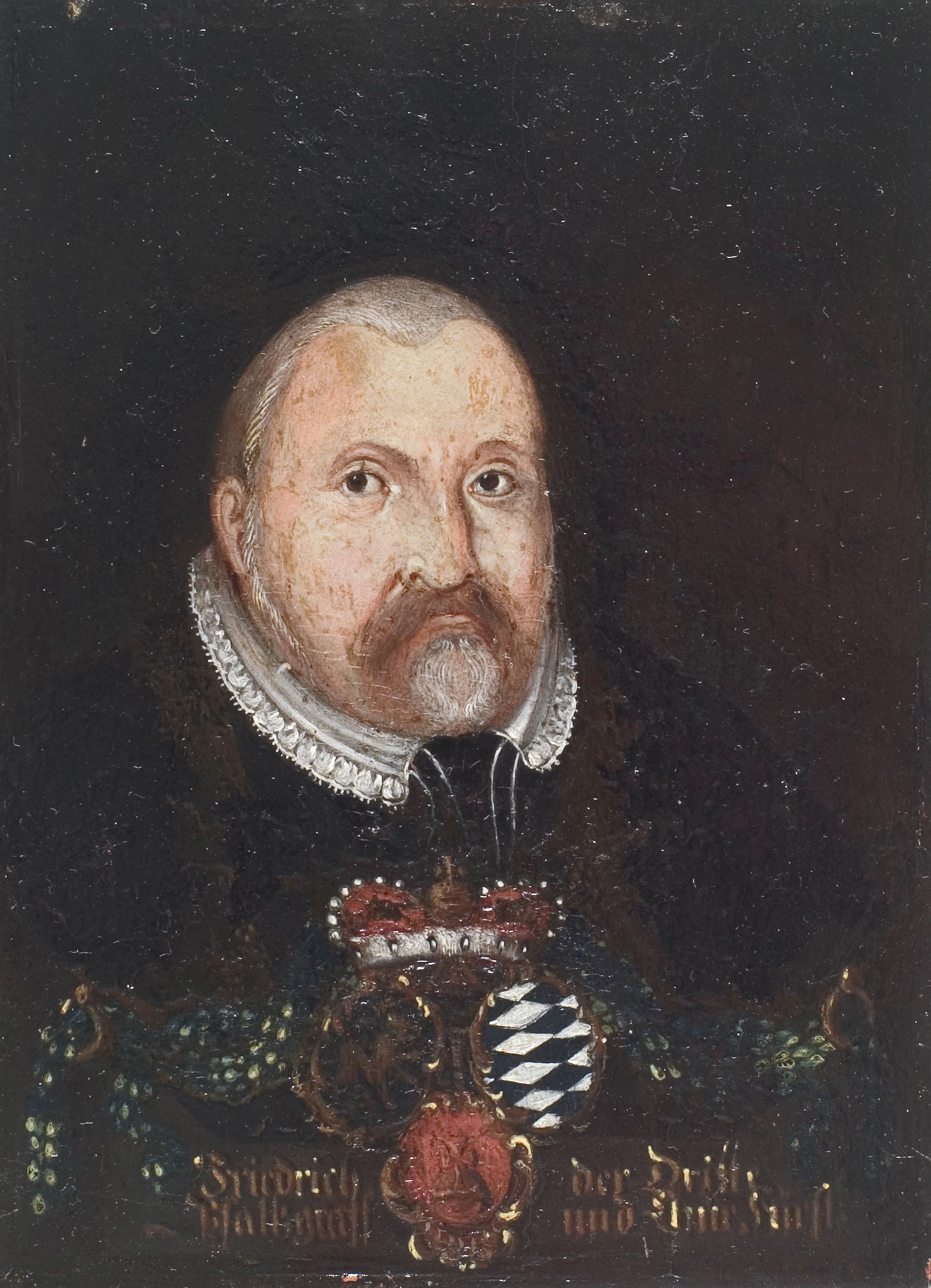
Kurfürst Friedrich III.

Mit Ottheinrichs Tod 1559 starb die ältere Linie der pfälzischen Wittelsbacher aus, und die wittelsbachische Nebenlinie Pfalz-Simmern kam mit Kurfürst Friedrich III. an die Herrschaft. Auch er war seit 1546 ein Anhänger der lutherischen Lehre. Ab 1559/60 wandte er sich jedoch zunehmend dem Calvinismus zu. Auf sein Betreiben hin wurden der Abendmahlsritus geändert und die pfälzische Kirchenordnung im Sinne der calvinistischen Lehre umgestaltet. 1563 wurde der Heidelberger Katechismus veröffentlicht, als dessen Hauptverfasser der aus Zürich berufene Zacharias Ursinus gilt. Damit wurde eine eigenständige, spezifisch kurpfälzische Variante des Reformiertentums geschaffen. Ein wesentlicher Unterschied zur Genfer Tradition ist das Fehlen der Prädestinationslehre.
Durch die Einführung des Calvinismus wurde die Kurpfalz im Heiligen Römischen Reich politisch weitgehend isoliert. Zu dieser Zeit gab es wenige reformierte Kleinstterritorien, jedoch keine bedeutenden Großterritorien. Der Calvinismus konnte im Reich nur in wenigen Territorien Fuß fassen, so im westlichen Ostfriesland, in der Landgrafschaft Hessen-Kassel und in den meisten Teilfürstentümern Anhalts. Im norddeutschen Raum und in den meisten Reichsstädten dominierten die Lutheraner und in Süddeutschland die Katholiken. Die Calvinisten waren nicht durch die Bestimmungen des Augsburger Religionsfriedens von 1555 geschützt, der sich ausdrücklich nur auf die lutherische Konfession bezog. Die Lutheraner lehnten die Calvinisten häufig genau so vehement ab wie die Katholiken. Die pfälzischen Kurfürsten versuchten daher, internationale Verbindungen zu anderen calvinistischen Mächten zu knüpfen, namentlich zu den Niederlanden, den französischen Protestanten, der Schweiz und Schottland. Außerdem versuchte Kurfürst Friedrich III., die Unterschiede zu den Lutheranern herunterzuspielen und bestritt öffentlich, eine calvinistische Religionspolitik zu verfolgen. Insgesamt vertrat er eine aktive Politik der Unterstützung der Reformierten gegenüber der katholischen Gegenreformation und warb beispielsweise im Reich für die Unterstützung der verfolgten Hugenotten und der Niederländer gegen die Spanier. Mehrfach zogen pfälzische Truppen zur Unterstützung der Niederländer in Richtung Frankreich und in die Niederlande. Die Pfalz wurde zum Zufluchtsort für Glaubensflüchtlinge aus ganz Europa. Die Universität Heidelberg wurde in eine reformierte Universität umgewandelt (die einzige auf deutschem Boden) und zog Studenten aus allen reformierten Ländern Europas an. In der Bevölkerung zeigte sich das Luthertum in weiten Bevölkerungsschichten tief verwurzelt, so dass die vollständige Durchsetzung der reformierten Konfession nicht gelang und erhebliche lutherische Minderheiten verblieben. In der Oberpfalz gelang die Einführung der calvinistischen Lehre gar nicht; sie blieb streng lutherisch.

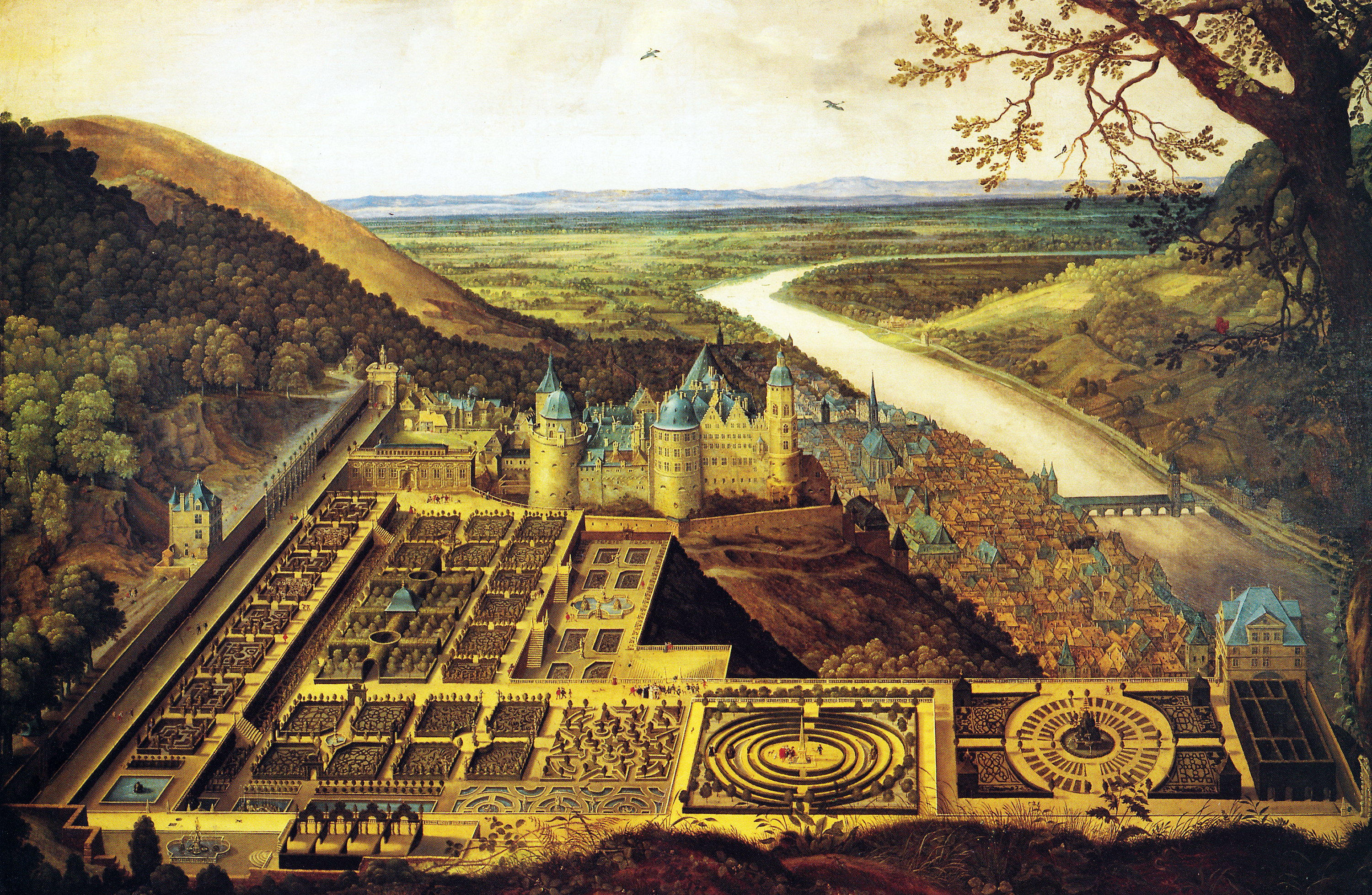
Heidelberger Schloss mit Pfalzgarten 1620

Unter Ludwig VI. (Kurfürst 1576–1583) kam es zu einer kurz andauernden Restauration des Luthertums, das aber unter der Herrschaft Johann Casimirs (Administrator 1583–1592) und Friedrichs IV. (Kurfürst 1592–1610) wieder von der reformierten Konfession abgelöst wurde. Zahlreiche reformierte Religionsflüchtlinge kamen ins Land und brachten neue Fertigkeiten wie Tuchweberei, Malerei, Gold- und Silberschmiedekunst mit. Frankenthal (Pfalz), Otterberg und das seit 1607 systematisch als Festungsstadt ausgebaute Mannheim waren Zentren dieser Ansiedlungen.

### Die Kurpfalz im Dreißigjährigen Krieg

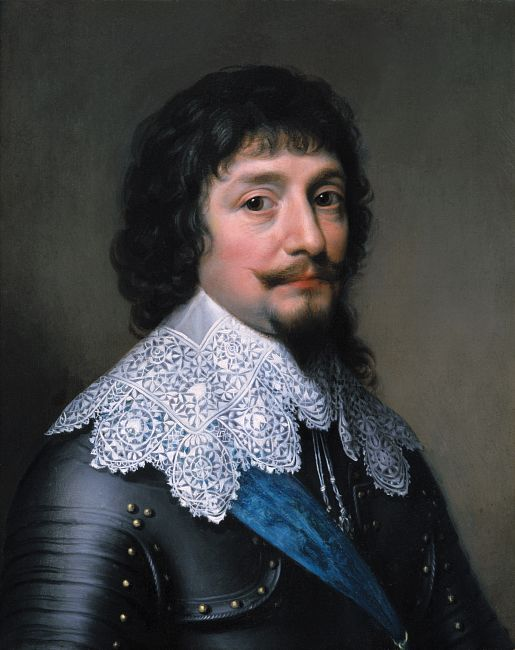
Friedrich V. von der Pfalz, der böhmische „Winterkönig“

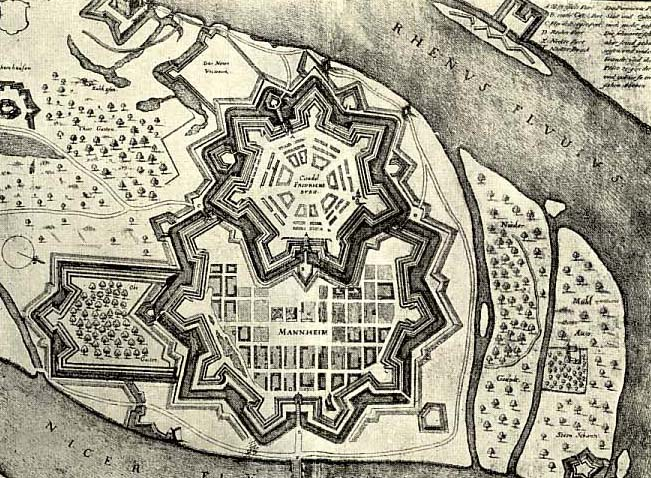
Historischer Grundriss von Mannheim 1620

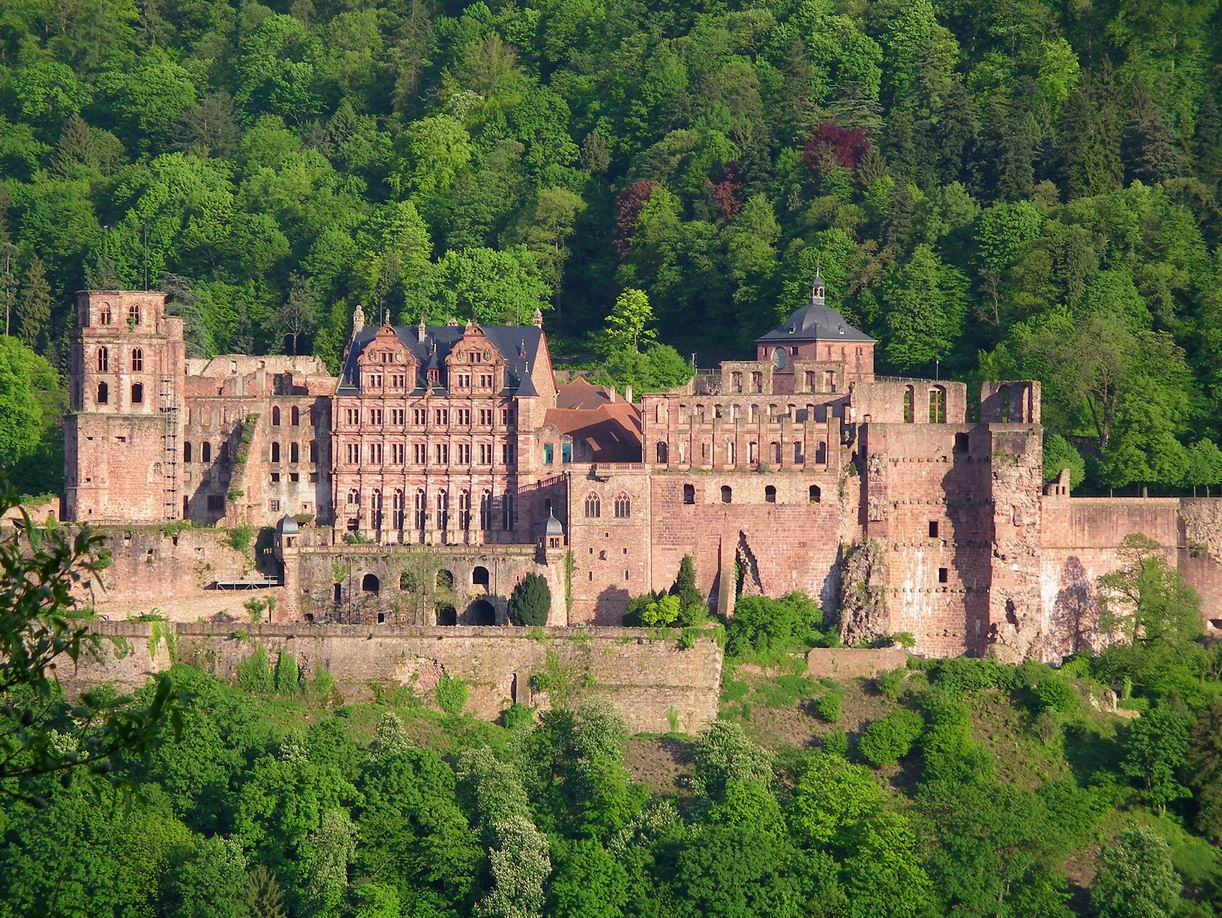
Heidelberger Schloss

In den Jahren vor dem Dreißigjährigen Krieg bestimmte Fürst Christian I. von Anhalt-Bernburg maßgeblich die kurpfälzische Politik. Er versuchte, der Kurpfalz eine führende Rolle in einer antikatholisch-antihabsburgischen Allianz zu verschaffen. Dadurch geriet das Land auch in Gegensatz zum lutherischen Kurfürstentum Sachsen, das die Führung im Lager der evangelischen Reichsfürsten ebenfalls beanspruchte, sich jedoch als betont kaisertreu verstand. 1608 wurde nach der Besetzung der mehrheitlich evangelischen freien Reichsstadt Donauwörth durch das katholische Bayern die Protestantische Union unter führender Beteiligung der Kurpfalz gegründet. Eine erste schwere internationale Krise gab es im Rahmen des Jülich-Klevischen Erbfolgestreits 1608–1614. Den Ausbruch eines internationalen Krieges unter Beteiligung Spaniens und Frankreichs verhinderte letztlich die Ermordung des französischen Königs Heinrich IV. 1610.
1618 kam es doch zum großen Krieg, nachdem die mehrheitlich protestantischen Stände des Königreichs Böhmen gegen die habsburgisch-katholische Herrschaft rebelliert und mehreren protestantischen Fürsten die böhmische Königskrone angeboten hatten. Kurfürst Friedrich V. nahm das Angebot an, zog nach Prag und ließ sich auf der Prager Burg krönen. Er zeigte sich aber den politisch-militärischen Herausforderungen nicht gewachsen und wurde in der Schlacht am Weißen Berg 1620 von den Truppen der Katholischen Liga besiegt. Die evangelischen Reichsfürsten hatten ihm für das böhmische Abenteuer die Hilfe verweigert. Als Gegenleistung für seine Militärhilfe hatte sich der Führer der Katholischen Liga, Herzog Maximilian von Bayern, in einem Geheimvertrag von Kaiser Ferdinand II. die Übertragung der pfälzischen Kurwürde auf Bayern zusichern lassen. Über Friedrich V. wurde 1621 die Reichsacht verhängt. Maximilian von Bayern besetzte die Oberpfalz und begann dort mit der Gegenreformation. Die Kurpfalz wurde durch spanische Truppen unter General Ambrosio Spinola und bayerische unter Johann T’Serclaes von Tilly bis Ende 1623 gegen den Widerstand der Truppen der Protestantischen Union erobert. Die Eroberung Heidelbergs durch Tilly ist vor allem durch den Kunstraub der Bibliotheca Palatina, der kurpfälzischen Büchersammlung, in Erinnerung geblieben. Die Bibliothek, die damals europaweit berühmt war und etwa 8000 Bände umfasste, wurde dem Papst zum Geschenk gemacht und in 184 Kisten auf 50 Frachtwagen verpackt nach Rom verbracht. Nach der Eroberung folgte eine Politik der gewaltsamen Rekatholisierung, insbesondere unter der bayerischen Besatzung.
Eine Kriegswende deutete sich 1630 nach der Landung König Gustavs II. Adolf von Schweden an der pommerschen Ostseeküste und dessen entscheidendem Sieg über Tilly in der Schlacht bei Breitenfeld an. Die schwedischen Truppen stießen danach weiter nach Süden vor. Gustav II. Adolf nahm 1631/32 sein Winterquartier im eroberten Mainz, und seine Truppen drangen von dort weiter in die Rheinebene vor. Im Verlauf des Jahres 1632 gelang die Eroberung der Kurpfalz. Heidelberg und Mannheim wurden 1632 besetzt, wobei die Einnahme von Mannheim gelang, weil die Bevölkerung die bayerischen Wachen überwältigt hatte. Auch andernorts unterstützte der Großteil der lokalen Bevölkerung das Vordringen der Schweden. Eine erneute Kriegswende war die schwere Niederlage der schwedischen und verbündeten evangelischen Truppen in der Schlacht bei Nördlingen 1634. Die Schweden zogen sich aus der Kurpfalz zurück, und es folgten kaiserliche und bayerische Truppen, die das Land erneut ausplünderten. 1635 waren Heidelberg, Mannheim, Philippsburg und Frankenthal wieder in den Händen der Kaiserlichen bzw. der Bayern. Gegen sie kämpften das ehemals schwedische Heer Bernhard von Sachsen-Weimars und ab 1635 auch französische Truppen. Diese wurden im gleichen Jahr von den Kaiserlichen unter Matthias Gallas vertrieben. Ab 1639 war die linksrheinische Kurpfalz wieder verstärkt umkämpft, fünf Jahre später gelang den Franzosen mit der Einnahme von Philippsburg auch die Sicherung eines Rheinübergangs. Heidelberg und Mannheim blieben bis Kriegsende bayerisch besetzt, in Frankenthal gar bis 1652 eine spanische Garnison.
Als 1648 der Krieg endete, hinterließ er ein verwüstetes Land. Die Kurpfalz war eines der vom Krieg am schwersten betroffenen Gebiete und hatte annähernd die Hälfte der Bevölkerung verloren. Im Westfälischen Frieden erhielt der pfälzische Kurfürst nicht die bisherige Kurwürde zurück, die mit dem Amt des Reichsvikars und des Erztruchsessenamts verbunden gewesen war. Sie verblieb bei Bayern. Für die Pfalz wurde in der Causa palatina eine neue, achte Kurwürde geschaffen, die mit einem neu geschaffenen Erzamt, dem des Erzschatzmeisters, verbunden war. Rangmäßig war dies jedoch ein Abstieg, die Pfalzgrafen rutschten dadurch in der Rangfolge der weltlichen Kurämter vom ersten auf den letzten Platz. Schwer wog auch der Verlust der Oberpfalz an Bayern, die vor dem Krieg erhebliche Überschüsse, vor allem aus dem Bergbau, erwirtschaftet hatte (siehe Bergbau in der Oberpfalz). Ein gewisser Erfolg war allerdings, dass auch die calvinistische Konfession im Westfälischen Frieden als prinzipiell gleichberechtigt neben den Lutheranern und Katholiken anerkannt wurde.

### Die Kurpfalz in den Kriegen Ludwigs XIV. 1648–1714
Kurfürst Karl Ludwig (1649–1680) konzentrierte sich nach dem Krieg auf den Wiederaufbau des zerstörten Landes und die Konsolidierung der zerrütteten Finanzen. Er bemühte sich um die Wiederbesiedlung der verwüsteten Landstriche und ließ in ganz Europa Siedler anwerben. Durch das Versprechen religiöser Toleranz kamen verfolgte religiöse Minderheiten aus ganz Europa, Sozinianer aus Polen, Hutterer aus Mähren, Mennoniten aus der Schweiz und Sabbatarier aus England. Auch die Juden wurden wieder zugelassen. Zusätzlich kamen Reformierte aus den Niederlanden, der Schweiz und Frankreich sowie Lutheraner und Katholiken aus den umliegenden Gebieten. Dadurch verlor die Kurpfalz ihren religiös einheitlichen Charakter, wenn auch die Reformierten weiterhin dominierten. Die Einwanderer brachten vielfach neue Fertigkeiten mit, die dem wirtschaftlichen Wiederaufbau zugutekamen. Außenpolitisch betrieb der Kurfürst eine vorsichtige Politik zwischen dem Kaiser einerseits und Frankreich andererseits. Seine Tochter Liselotte von der Pfalz verheiratete er 1671 mit dem Herzog von Orléans, dem verwitweten Bruder König Ludwigs XIV. von Frankreich, in der Hoffnung, dadurch gute Beziehungen mit Frankreich gewährleisten zu können.

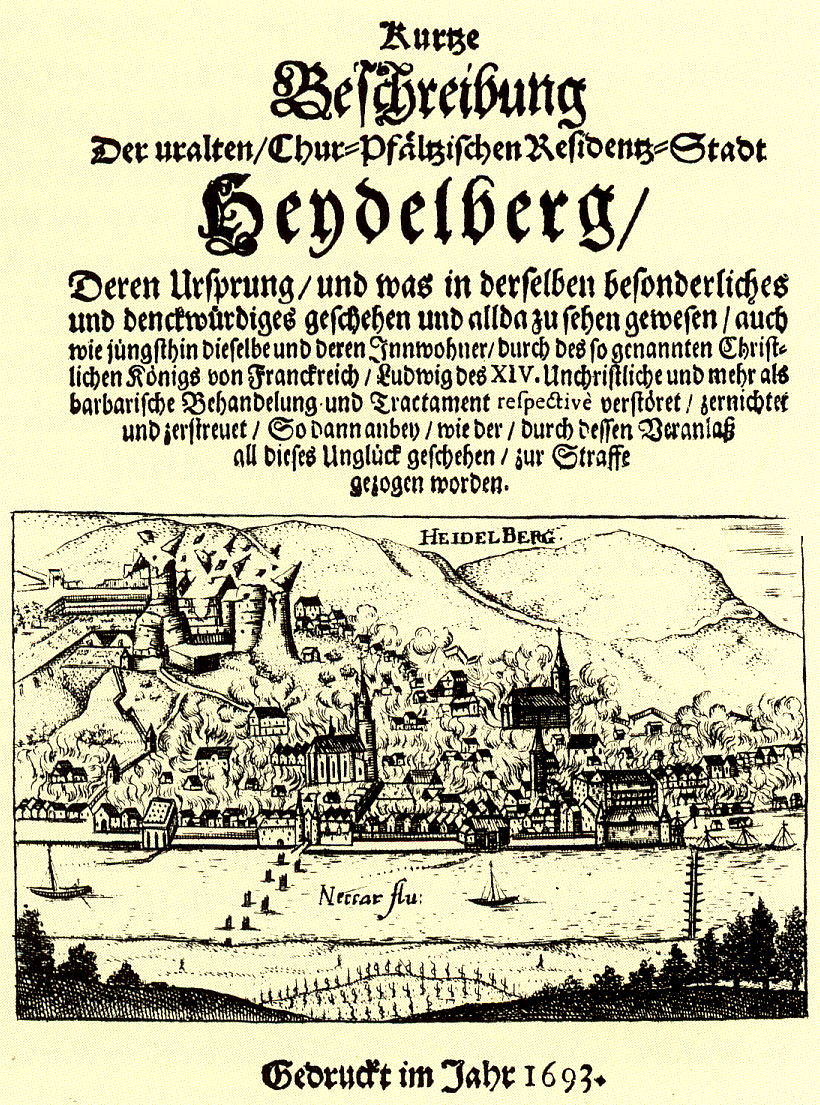
Zeitgenössischer Druck zur Zerstörung Heidelbergs im Pfälzischen Erbfolgekrieg 1693

Trotz der Neutralitätspolitik des Kurfürsten erreichte 1674 der Krieg die Pfalz erneut. Französische Truppen unter Turenne verheerten im Holländischen Krieg das rechts- und linksrheinische Gebiet. Ab 1679 nahm die französische Politik eine für die Kurpfalz bedrohliche Form an. Im Rahmen der Reunionspolitik wurden linksrheinische Gebiete unter fadenscheinigen Begründungen nach und nach von Frankreich annektiert. Nach dem Tod Karl Ludwigs 1680 wurde dessen einziger und kränklicher Sohn Karl II. Kurfürst. Dieser setzte die Politik der Aufnahme von Glaubensflüchtlingen in der Pfalz fort. Als sich kurz nach Regierungsantritt abzeichnete, dass er aufgrund schwerer Krankheit nicht mehr lange leben und keinen erbberechtigten Sohn haben würde, wurde absehbar, dass Philipp Wilhelm, Herzog der Linie Pfalz-Neuburg, sein Erbe antreten würde. Diese Linie hielt auch die rheinischen Herzogtümer Jülich und Berg. Dies bedeutete die Regentschaft eines katholischen Fürstenhauses in der Pfalz. Der sterbende Kurfürst versuchte noch, im sogenannten Schwäbisch Haller Rezess die Zukunft der reformierten Konfession in der Pfalz zu sichern, kam aber vor seinem frühen Tod im Jahr 1685 nicht mehr dazu, klare rechtliche Verhältnisse zu schaffen.
Das Aussterben des Kurpfälzer Fürstenhauses 1685 hatte zwei schwerwiegende Folgen: Zum einen kam es durch den Regierungsantritt des katholischen Fürstenhauses Pfalz-Neuburg erneut zu langwierigen Religionsstreitigkeiten, zum anderen meldete Ludwig XIV. von Frankreich Erbansprüche auf angeblichen Allodialbesitz der Kurpfalz an, worunter er die Fürstentümer Pfalz-Simmern und Pfalz-Lautern, den pfälzischen Anteil an Sponheim sowie die Oberämter Oppenheim und Germersheim verstand. Liselotte von der Pfalz  hatte bei ihrer Eheschließung zwar ausdrücklich auf jegliche Erbrechte verzichtet, dies zählte angesichts der realpolitischen Möglichkeiten jedoch nicht mehr. Der ausbrechende Pfälzische Erbfolgekrieg (1688–1697) wurde mit bis dahin nicht gekannter Brutalität geführt.
Ab 1688 drangen französische Truppen im Pfälzischen Erbfolgekrieg in die Pfalz ein und besetzten das Land. Als sie durch Reichstruppen langsam zurückgedrängt wurden, begannen sie mit der vollständigen Verwüstung der insbesondere rechtsrheinischen Rheinebene. Dies entsprach einem Plan des französischen Generalquartiermeisters Jules Louis Bolé de Chamlay, der ein entfestigtes Vorfeld vor der französischen Ostgrenze schaffen wollte, das für feindliche Armeen wertlos war.
Berühmt-berüchtigt wurde der Befehl Brûlez le Palatinat – brennt die Pfalz nieder!, der vor allem durch den General Ezéchiel de Mélac systematisch exekutiert wurde. 1688/89 gingen Heidelberg, Mannheim und Pforzheim in Flammen auf, die Reichsstädte Worms und Speyer wurden verwüstet, und das Heidelberger Schloss wurde am 16. Februar 1689 gesprengt. 1693 wurde Heidelberg erneut schwer zerstört.
Letztlich konnte Ludwig XIV. seine Ziele nicht erreichen, und die Kurpfalz wahrte ihre Selbstständigkeit. Nur vier Jahre nach Kriegsende 1697 brach aber erneut ein großer Krieg aus, und die Pfalz wurde wieder zum Kriegsschauplatz im Spanischen Erbfolgekrieg (1701–1714), war aber diesmal bei weitem nicht so schwer betroffen. Wegen der nicht enden wollenden Kriegsgräuel entschlossen sich in diesen Jahren Zehntausende von Pfälzern zur Emigration, u. a. nach Nordamerika und nach Preußen.

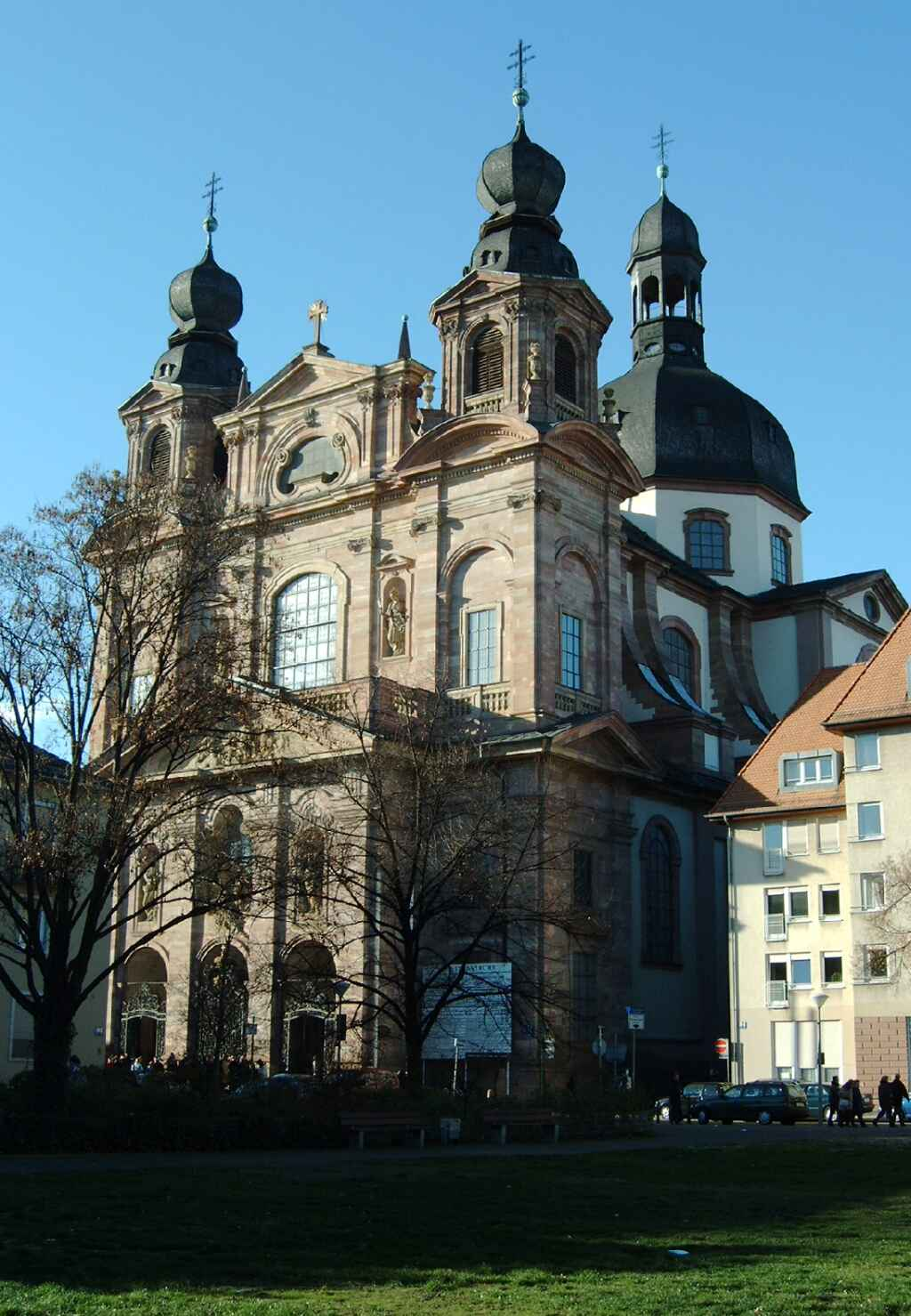
Die Mannheimer Jesuitenkirche, erbaut 1738–1760 durch die katholische Linie Pfalz-Neuburg

Die seit 1685 in der Kurpfalz regierende katholische Dynastie Pfalz-Neuburg agierte zunächst vorsichtig in dem überwiegend reformierten Land und bestätigte offiziell die Rechte der Reformierten. Die Franzosen, die das Land besetzt hielten, betrieben jedoch eine unverhohlene Rekatholisierungspolitik. Evangelisches Kirchengut wurde an die Katholiken übergeben und die katholische Kirche wo nur möglich gefördert. Im Frieden von Rijswijk, der 1697 den Pfälzischen Erbfolgekrieg beendete, versuchte Frankreich, die Ergebnisse dieser Politik über die Zeit der Besetzung hinaus festzuschreiben. Die Katholiken sollten das unter französischer Besatzung erhaltene Kirchengut behalten dürfen (Rijswijker Klausel). Kurfürst Johann Wilhelm (Kurfürst 1690–1716) forcierte unter anderem unter Berufung auf diese Klausel eine Rekatholisierung der Kurpfalz. 1698 erging eine Verordnung, dass die reformierten Kirchen an allen Orten, an denen Katholiken wohnten, auch durch diese genutzt werden durften. Nichtkatholiken sollten in Zukunft bei katholischen Prozessionen den Hut abnehmen und vor der Monstranz niederknien. Die Protestanten wehrten sich gegen diese Maßnahmen, und auf Druck der evangelischen Reichsstände, namentlich Brandenburg-Preußens, wurden diese zum Teil wieder abgemildert. Als im Laufe des Spanischen Erbfolgekrieges die Rückgewinnung der im Dreißigjährigen Krieg an Bayern verlorenen Kurwürde und der Oberpfalz wieder in greifbare Nähe zu rücken schien (Herzog Maximilian II. Emanuel von Bayern hatte sich auf Seiten Frankreichs gegen den Kaiser gestellt und war besiegt, über ihn war die Reichsacht verhängt, und er war aus seinem Land vertrieben worden), sah sich der Kurfürst zu einer konzilianteren Haltung gegenüber den Protestanten in seinem Land veranlasst, da er die Unterstützung der evangelischen Reichsstände für die Rückgewinnung der Kurwürde benötigte. 1705 sicherte er in einer Religionsdeklaration den drei großen Konfessionen (Reformierte, Lutheraner und Katholiken) Gewissens- und Bekenntnisfreiheit zu. In der Pfälzischen Kirchenteilung von 1705 wurden die Kirchen in der Kurpfalz zwischen den Reformierten und den Katholiken aufgeteilt. Viele Simultankirchen blieben bestehen, so dass die Kurpfalz zum Land der Simultankirchen wurde. Allerdings blieb im ganzen 18. Jahrhundert die Begünstigung der katholischen Konfession eine Konstante in der kurfürstlichen Politik. In Heidelberg wurde 1712 die Jesuitenkirche geweiht und 1715–1717 ein Jesuitengymnasium erbaut, in Mannheim wurde zwischen 1738 und 1760 ebenfalls eine Jesuitenkirche erbaut.
1708 schien der pfälzische Kurfürst seinem Ziel nahe, als ihm durch Reichstagsbeschluss die alte pfälzische Kurwürde von Bayern wieder übertragen wurde. 1711 übte er auch wieder das Reichsvikariat aus. Er trat daraufhin das Erzschatzmeisteramt an das neu geschaffene Kurfürstentum Braunschweig-Lüneburg ab. Allerdings scheiterten alle kurpfälzischen Hoffnungen auf eine Rangerhöhung, nachdem die Niederlande und Großbritannien 1713 aus dem Spanischen Erbfolgekrieg ausschieden, sodass Frankreich die Friedensbedingungen im Rastatter Frieden 1714 diktieren konnte. Frankreich sorgte dafür, dass sein Verbündeter Bayern wieder in alle Rechte eingesetzt wurde (Kurwürde, Oberpfalz). Die Kurpfalz ging nicht nur leer aus, sie stand sogar noch schlechter da als vor dem Krieg, da sich der Kurfürst von Braunschweig-Lüneburg weigerte, die ihm gerade übertragene Erzschatzmeister-Würde wieder abzugeben. Streitigkeiten um den kurfürstlichen Rang begleiteten die kurpfälzische Politik durch das ganze weitere Jahrhundert, bis sie ihre Lösung in der bayerisch-pfälzischen Union von 1777 fanden.

### Die Kurpfalz im 18. Jahrhundert

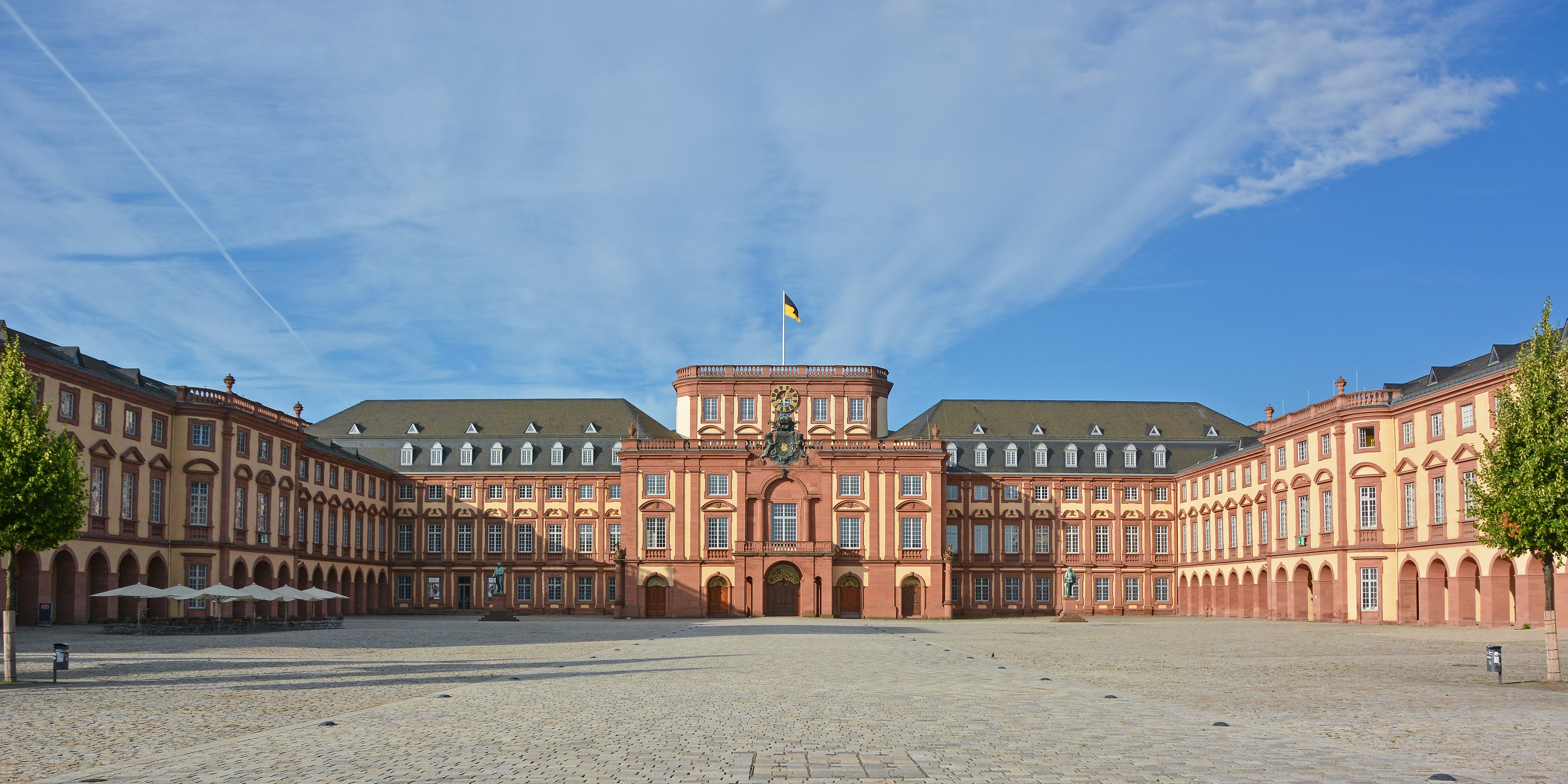
Das Mannheimer Schloss, erbaut zwischen 1720 und 1760

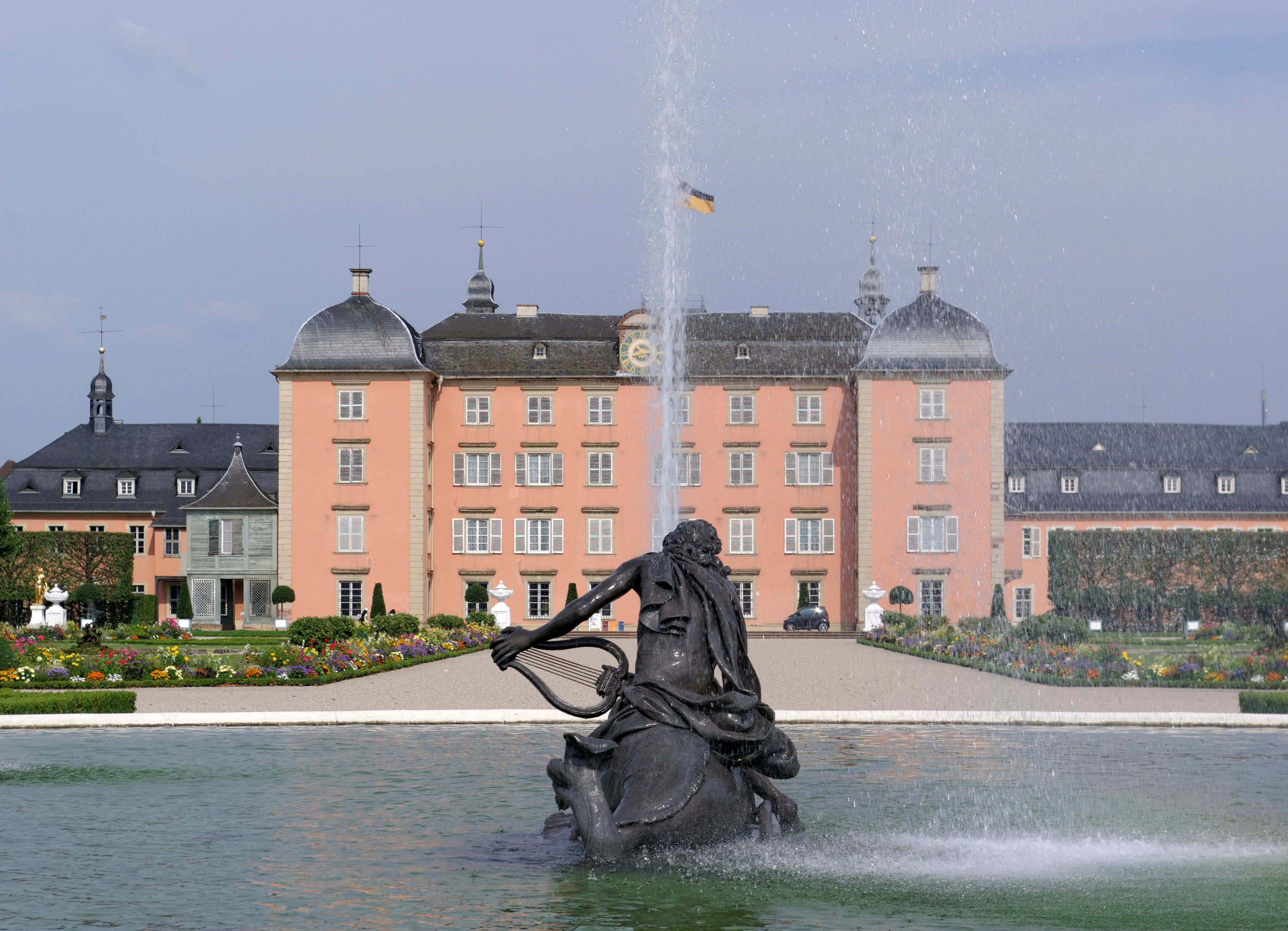
Schwetzinger Schloss, die Sommerresidenz der Kurfürsten

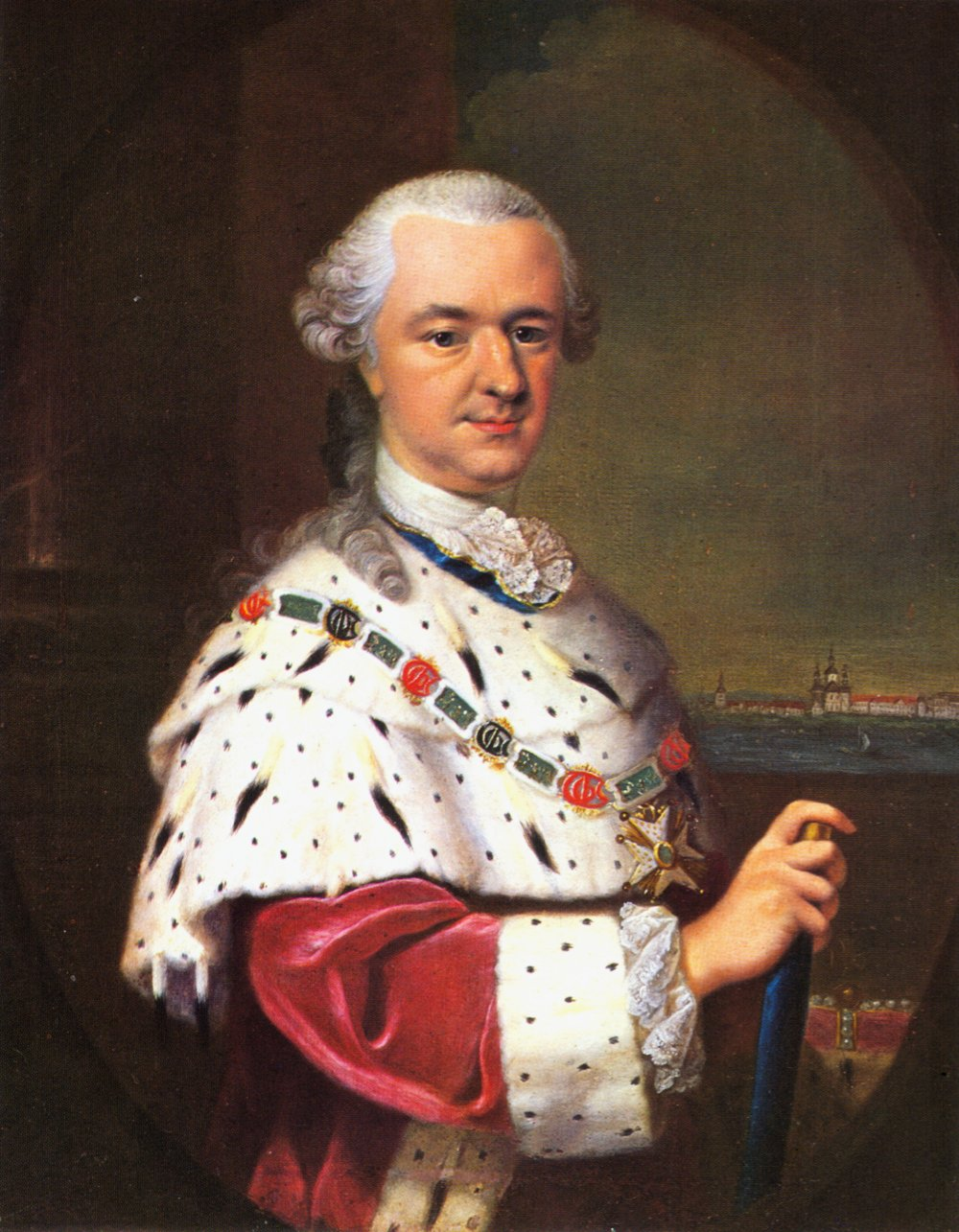
Kurfürst Karl Theodor in kurfürstlichem Ornat und mit Marschallsstab

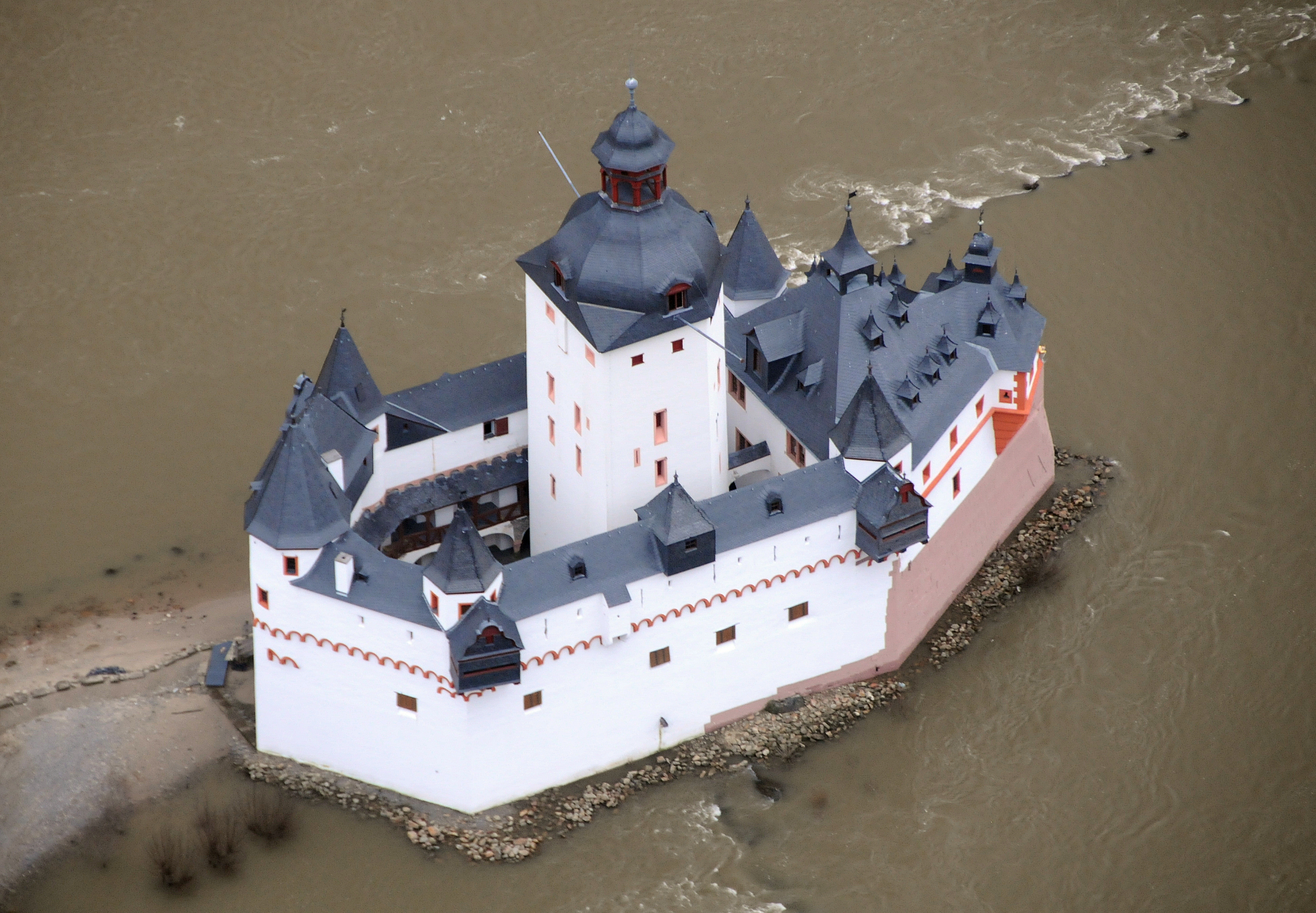
Die Pfalz bei Kaub im Oberamt Bacharach, eine kurpfälzische Zollstation im Mittelrhein

Kurfürst Karl III. Philipp beabsichtigte, wieder im neu aufzubauenden Heidelberger Schloss zu residieren. Sein katholischer Hofstaat benötigte jedoch auch eine repräsentative Hofkirche, und die Wahl des Kurfürsten fiel auf die älteste Kirche Heidelbergs, die Heiliggeistkirche, die jedoch als Simultankirche sowohl von Reformierten als auch von Katholiken genutzt wurde. Der reformierte Kirchenrat leistete Widerstand gegen die Absichten des Kurfürsten. Dieser wollte daraufhin ein Exempel statuieren und ließ die Kirche durch Soldaten besetzen. Ein weiterer Stein des Anstoßes war die Formulierung im reformierten Heidelberger Katechismus, in der der Katholizismus als „vermaledeite Abgötterei“ bezeichnet wurde. Karl III. Philipp befahl, auch den Katechismus einzuziehen. Die Reformierten suchten daraufhin Unterstützung außerhalb der Pfalz bei den evangelischen Reichsständen. Insbesondere Preußen und das Kurfürstentum Hannover intervenierten diplomatisch und begannen, gewissermaßen als Gegenmaßnahme, die Katholiken in ihren Ländern zu schikanieren. Auf Druck des Kaisers gab der Kurfürst schließlich nach und erlaubte den Neudruck des Heidelberger Katechismus, allerdings ohne die anstößige Formulierung. Da die Heidelberger Reformierten aber standhaft blieben und die Heiliggeistkirche auch nicht gegen einen Neubau als Ersatz herausgeben wollten, machte Karl III. Philipp seine anfänglich ausgesprochene Drohung, er wolle die Residenz aus Heidelberg verlegen, 1720 wahr und ließ mit dem Bau eines neuen Schlosses in Mannheim beginnen. In mehr als 20 Jahren Bauzeit entstand hier die nach Versailles zweitgrößte Schlossanlage Europas. Auch die Stadt Mannheim selbst musste, da vollständig kriegszerstört, von Grund auf neu geplant werden. Sie wurde nach Schachbrettmuster streng geometrisch angelegt.
Mit dem Tod Karls III. Philipp 1742 erlosch auch die Linie Pfalz-Neuburg. An ihre Stelle trat durch Erbfolge die Wittelsbachische Nebenlinie Pfalz-Sulzbach mit Kurfürst Karl Theodor (Kurfürst von 1742 bis 1799). Er betrieb mit wechselndem Erfolg außenpolitisch eine Schaukelpolitik zwischen den Großmächten Frankreich, dem Kaiser bzw. Österreich und Preußen. Nach dem Aussterben der bayerischen Wittelsbacher im Jahr 1777 trat er entsprechend den Bestimmungen der gegenseitig abgeschlossenen Erbverträge das Erbe als Herzog und Kurfürst von Bayern an. Damit entstand ein wittelsbachischer Gesamtstaat Kurpfalz-Bayern, das erste Mal seit dem Hausvertrag von Pavia. Allerdings wurde ihm das bayerische Erbe durch Kaiser Joseph II. streitig gemacht. Karl Theodor, der gerne in Mannheim geblieben wäre und nicht in das von ihm ungeliebte München wechseln wollte, ließ sich überreden, im Tausch gegen Vorderösterreich Teile Bayerns an den Kaiser abzutreten. Sogar ein groß angelegter Ländertausch war im Gespräch: Bayern gegen die Österreichischen Niederlande. Die Tauschpläne scheiterten jedoch am Widerstand Preußens und des von diesem 1785 gegründeten deutschen Fürstenbunds. Karl Theodor machte sich durch sein Ansinnen bei seinen traditionsbewussten bayerischen Untertanen unbeliebt, die es wenig schätzten, nur als Tauschobjekt betrachtet zu werden.
Insgesamt bedeutete die lange, mehr als 50 Jahre währende Herrschaft Karl Theodors jedoch eine Blütezeit für die Kurpfalz. Der Kurfürst war den Ideen der Aufklärung verbunden. Er betätigte sich vielfach als Bauherr und förderte die Wissenschaften. 1763 wurde die Kurpfälzische Akademie der Wissenschaften in Mannheim gegründet. Hinzu kamen die Hohe Kameral-Schule zu Lautern und Kurfürstlich Deutsche Gesellschaft. 1776 wurde die Folter abgeschafft. Die Wirtschaft wurde nach merkantilistischem Muster gefördert. Bürgerliche Aufklärer, die sich von den höfisch-geprägten Institutionen abgrenzten, formierten sich vor allem in Lesegesellschaften oder auch in regionalen Freimaurerlogen. Besonderen Glanz und musikhistorische Bedeutung erlangte der Mannheimer Hof durch die Mannheimer Schule, die wesentliche Impulse für die spätere Wiener Klassik lieferte. Der junge Wolfgang Amadeus Mozart erhielt hier 1777/78 wesentliche Anregungen und bewarb sich – allerdings vergeblich – um eine Stelle in der kurfürstlichen Hofkapelle.
Der Bau des Nationaltheaters in Mannheim erfolgte auf Anregung Karl Theodors.

#### Seidenproduktion
Der Kurfürst Karl Theodor begann in den 1750er Jahren, eine Seidenproduktion in der Kurpfalz aufzubauen. Ziel war es, von teuren Importen unabhängig zu werden. Er ließ zahlreiche Maulbeerbäume pflanzen und verpflichtete die Bauern, Seidenraupen zu züchten. Die Bauern befürchteten, dass die Maulbeerbäume, die an den Wegen am Rande der Felder wuchsen, „die Kraft aus den Feldern saugen“ würden. 1754 gelang es ihm, Jean Pierre Regal, den Direktor der württembergischen Seidenmanufakturen, zu verpflichten. Die Firma Rigal & Cie war privatwirtschaftlich organisiert, mit massiver Unterstützung des Kurfürsts. Seideneinfuhren wurden mit hohen Zöllen belegt, der Hof war angewiesen, nur Rigalsche Produkte zu kaufen. Richtig rentabel wurde die Seidenproduktion trotz allem nicht, nach dem Wegzug des Hofes nach München brach der einzige Kunde weg und die Produktion wurde eingestellt. Noch in den 2000er Jahren findet man Spuren aus der Zeit: die Maulbeerinsel in Mannheim und die Seidenallee, die von Schwetzingen nach Heidelberg ging. In beiden Städten gibt es noch Maulbeerbäume, man kultivierte die Bäume wegen ihrer Früchte.
| Administrative Einteilung der Kurpfalz 1789 in Stadtämter und Oberämter | | |  |
| Stadtämter 1 Frankenthal 2 Mannheim 3 Heidelberg                        | Oberämter links des Rheins 4 Alzey 5 Bacharach 6 Germersheim 7 Kreuznach 8 Neustadt 9 Lautern 10 Lauterecken 11 Oppenheim 12 Simmern 13 Stromberg 14 Veldenz | Oberämter rechts des Rheins 15 Boxberg 16 Bretten 17 Heidelberg 18 Ladenburg 19 Lindenfels 20 Mosbach 21 Otzberg 22 Umstadt (Kondominium mit wechselnden hessischen Herrschaften) |  |

### Die Aufteilung der Kurpfalz in der Napoleonischen Zeit
Im Zuge des Ersten Koalitionskriegs (1792 bis 1797) wurde der linksrheinische Teil der Kurpfalz infolge der französischen Besetzung vom rechtsrheinischen Teil abgetrennt. Von 1798 bis 1814 waren die linksrheinischen Gebiete in den französischen Staat eingegliedert. Sie waren überwiegend ein Teil des Départements du Mont-Tonnerre (französisch für den Donnersberg); einige nördliche Teile, zum Beispiel Simmern und Bacharach, gehörten zum Département de Rhin-et-Moselle (Rhein und Mosel).
Der rechtsrheinische Teil der Kurpfalz wurde infolge des Reichsdeputationshauptschlusses von 1803 aufgeteilt. Das Gebiet, einschließlich der Städte Heidelberg, Mannheim, Schwetzingen und Weinheim, wurde überwiegend dem gleichzeitig zum Kurfürstentum aufgewerteten Baden zugeschlagen.
Während der Verhandlungen über einen Entschädigungsplan für den Verlust der linksrheinischen Gebiete erhob der badische Gesandte in Paris, Sigismund von Reitzenstein, die Forderung nach Eingliederung der rechtsrheinischen Gebiete der Kurpfalz nach Baden. Reitzenstein wollte damit ursprünglich nur eine Verhandlungsposition für allfällige Tauschobjekte aufbauen. Bayern erklärte sich aber zu einem Verzicht bereit, wenn es mit seinem Kernland näherliegenden Gebieten entschädigt würde. Bayern erhielt diesen Ausgleich – vornehmlich das Hochstift Augsburg – und verzichtete auf die damals ohnehin überschuldete Kurpfalz.
Im Odenwald gehörten zur Kurpfalz verstreute Territorien, welche die Pfälzer Kurfürsten aufgrund ihrer langjährigen Dienste als Vögte des Reichsklosters Lorsch vom Erben des Klosters, Kurmainz, beansprucht und schließlich durch Kriege und Pfändung unter ihre Kontrolle gebracht hatten. Diese Gebiete im Odenwald und an der Bergstraße (Neckarsteinach, Viernheim, Heppenheim) kamen zusammen mit den kurmainzischen Gebieten über das kurzlebige Fürstentum Leiningen 1806 großenteils an das Großherzogtum Hessen.
Mit dem Wiener Kongress 1815 wurden auch Städte wie Alzey und Worms Teil des Großherzogtums Hessen (Provinz Rheinhessen), die nördlich der Nahe gelegenen Teile der früheren Kurpfalz fielen unter anderem an Preußen. Das linksrheinische Kernland der Kurpfalz um Mutterstadt, Neustadt an der Weinstraße, Landau und Frankenthal kam zusammen mit zahlreichen anderen Territorien der heutigen Pfalz durch den Vertrag von München 1816 an das Königreich Bayern, das aus dem Flickenteppich den territorial geschlossenen „Bayerischen Rheinkreis“ mit der Hauptstadt Speyer schuf (seit 1836 unter König Ludwig I. „Rheinpfalz“ genannt). Seit 1946 ist dieses Gebiet Teil des Landes Rheinland-Pfalz. Die 1795 vollzogene Teilung der alten Kurpfalz in einen rechts- und einen linksrheinischen Teil bestand fort.

## Wappen

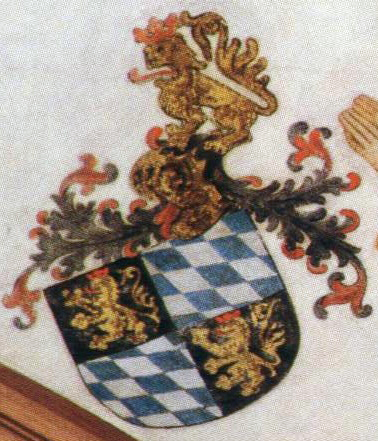
Wappen der Kurpfalz, mit Helm und Pfälzer Löwen als Helmzier; Stiftskirche (Neustadt an der Weinstraße), um 1420

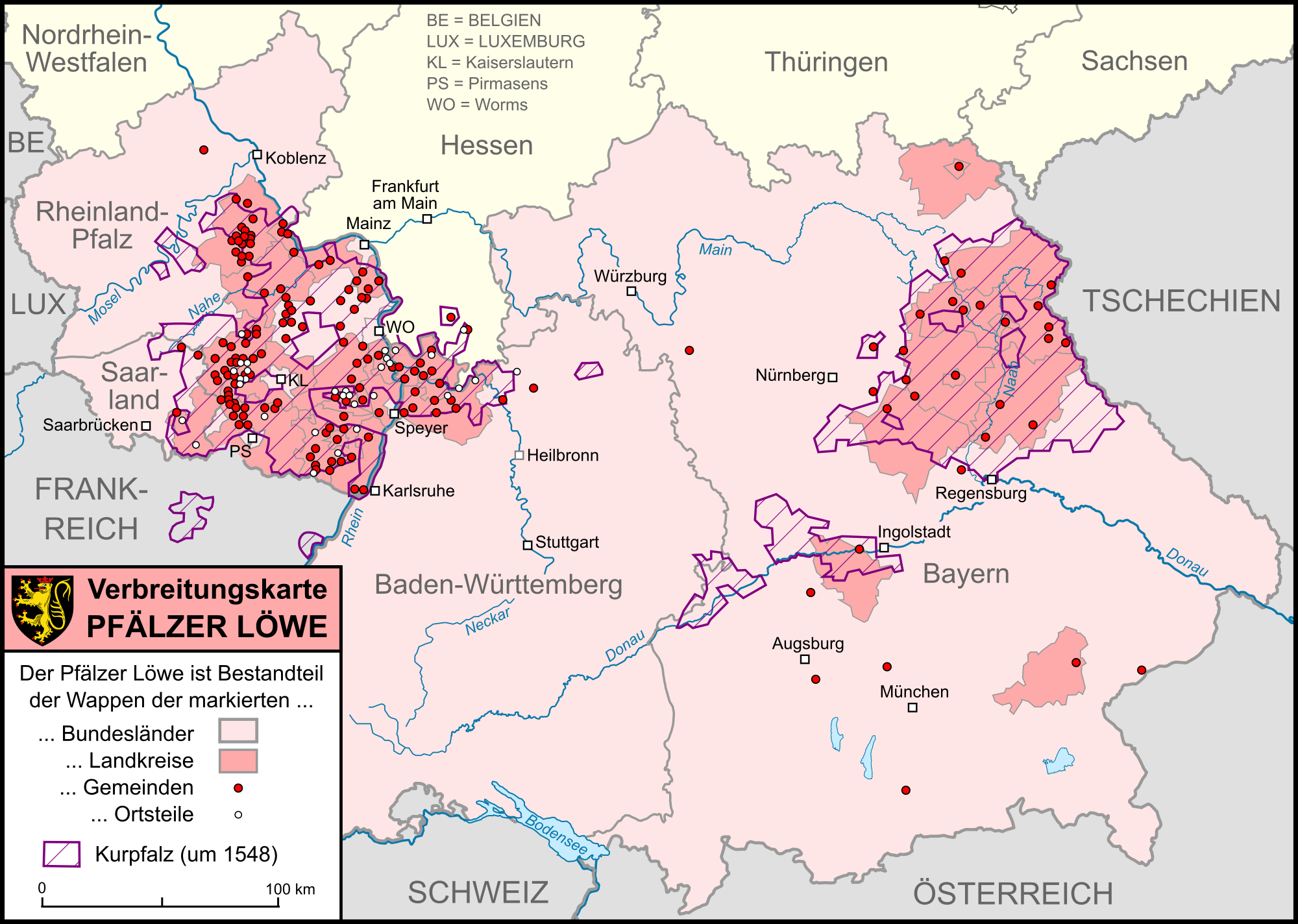
An der Verbreitung des Pfälzer Löwen als Wappentier ist das ehemalige kurpfälzische Herrschaftsgebiet zum Teil nachzuvollziehen

Im gevierten Schild im (heraldisch) linken Obereck und im (heraldisch) rechten Untereck von Weiß und Blau schrägrechts gerautet, im (heraldisch) rechten Obereck und im (heraldisch) linken Untereck ein rechtsgewendeter goldener, rotbewehrter, rotbezüngter und rotgekrönter Löwe im schwarzen Feld.
Die weiß-blauen Rauten waren das Wappen der Grafen von Bogen und wurden im Jahr 1242 an die Wittelsbacher vererbt. Sie stehen somit für die Herrschaft der pfälzischen Linie der Wittelsbacher über die Kurpfalz.
Der goldene Löwe im schwarzen Feld war das Wappen der Pfalzgrafen bei Rhein. Er findet sich auch als Teil des großen Landeswappens von Baden-Württemberg und steht dort für die kurpfälzischen Gebiete in Nordbaden sowie im Landeswappen von Rheinland-Pfalz und einiger Kommunen.